# دریاچه آتیتلان
```

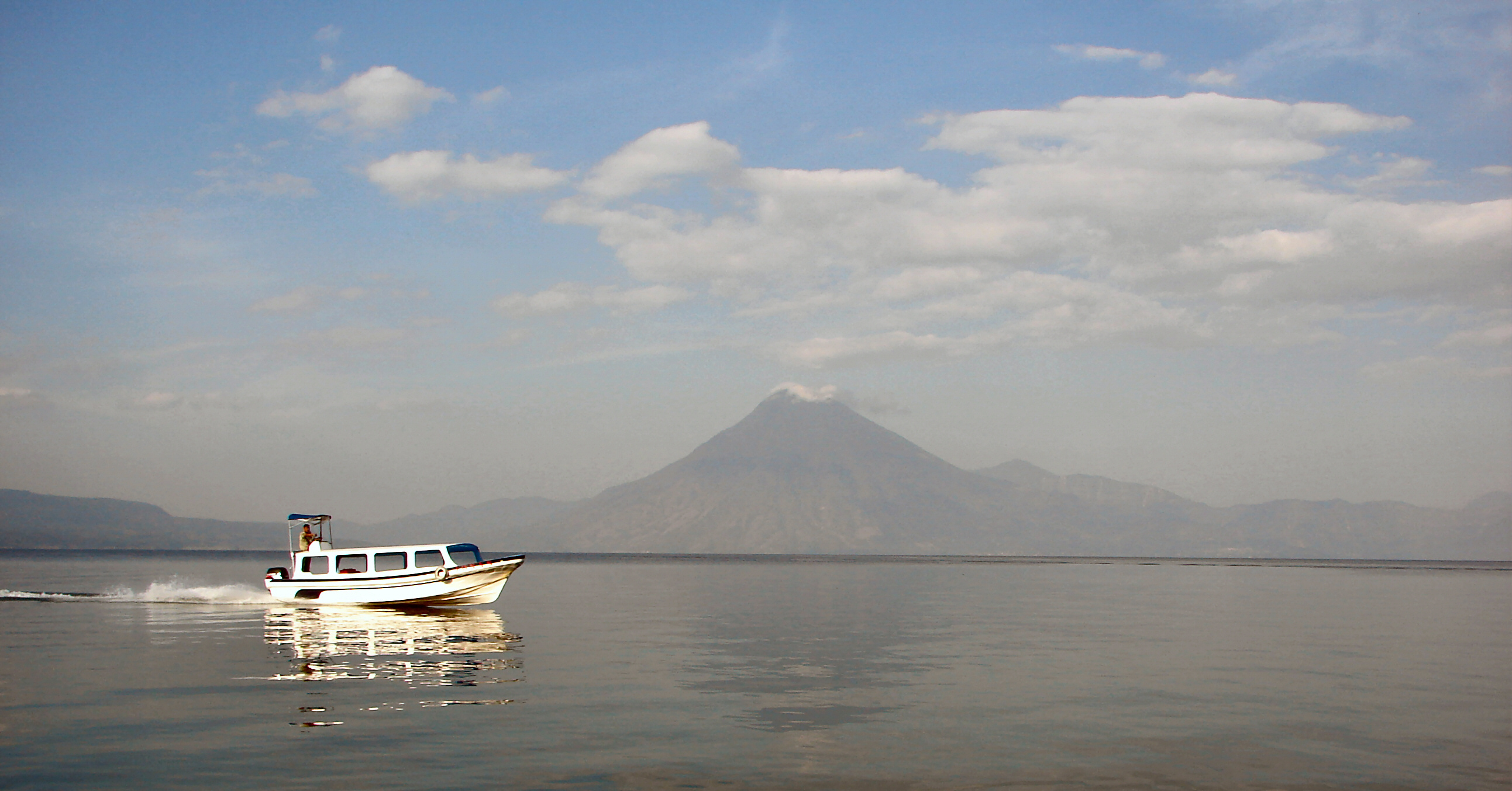
نمایی از دریاچه آتیتلان از پاناجاچل به سمت آتشفشان سن پدرو

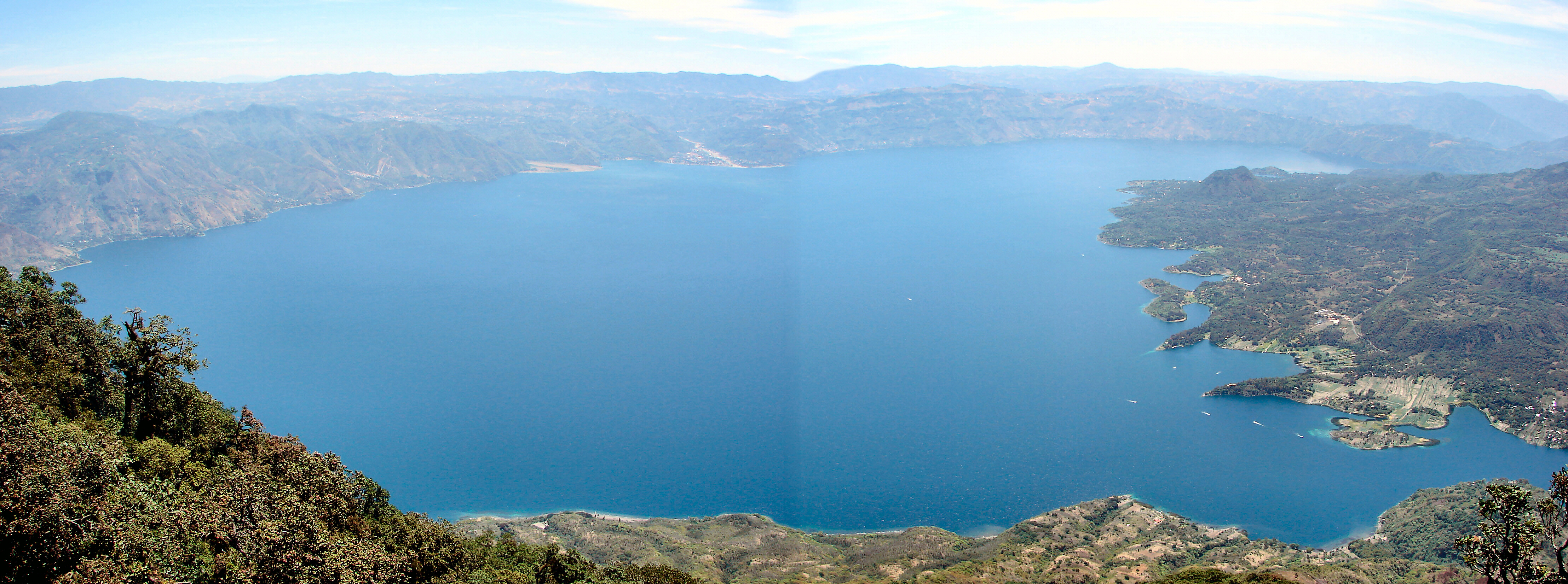
سراسرنمای دریاچه از بالای آتشفشان سن پدرو، یا از بالا به پایین عکس ماهواره‌ای در بالای این صفحه

دریاچه آتیتلان (به اسپانیایی: Lago de Atitlán) در ارتفاعات گواتمالا در رشته‌کوه سیرا مادره واقع شده و در بخش سولولا در جنوب غربی گواتمالا قرار دارد. این دریاچه که به‌عنوان عمیق‌ترین دریاچه آمریکای مرکزی شناخته می‌شود، نام خود را از زبان ناواتل گرفته است؛ "آتیتلان" به معنای "میان آب‌ها» است، که در آن، "atl" به معنی آب و "titlan" به معنی میان است.

## جغرافیا
دریاچه آتیتلان عمقی حداکثر ۳۴۰ متر و عمق متوسط ۱۵۴ متر دارد و مساحت آن ۱۳۰ کیلومتر مربع است. این دریاچه در یک کاسه آتشفشانی عظیم شکل گرفته است که نتیجه فوران یک ابرآتشفشان حدود ۸۴ هزار سال پیش است. دریاچه آتیتلان دره‌های عمیق اطراف و سه آتشفشان در سمت جنوبی خود را به‌عنوان ویژگی‌های جغرافیایی اصلی دارد. این دریاچه از نوع حوضه بسته است، یعنی خروجی طبیعی به دریا ندارد و آب آن توسط دو رودخانه تغذیه می‌شود. فرهنگ مردم شهرها و روستاهای اطراف دریاچه به‌شدت تحت تأثیر سنت‌های مایایی است. دریاچه آتیتلان حدود ۵۰ کیلومتری غرب-شمال‌غربی شهر آنتیگوا واقع شده و نباید با دریاچه آمایتیتلان کوچک‌تر اشتباه گرفته شود.
دریاچه آتیتلان به‌عنوان یکی از زیباترین دریاچه‌های جهان شناخته می‌شود و یکی از مهم‌ترین جاذبه‌های گردشگری گواتمالا به‌شمار می‌رود. آلکساندر فون هومبولت، کاوشگر و طبیعی‌دان آلمانی، آن را «زیباترین دریاچه جهان» توصیف کرده است. آلدوس هاکسلی، نویسنده انگلیسی، نیز در کتاب سفرنامه‌اش در سال ۱۹۳۴ این دریاچه را با دریاچه کومو در ایتالیا مقایسه کرده و آن را با زیبایی‌های اضافی آتشفشان‌های عظیم ستوده است.
منطقه سان مارکوس در اطراف دریاچه به خاطر صخره‌های بلند خود شهرت یافته و در سال‌های اخیر به محلی محبوب برای شیرجه از صخره تبدیل شده است.

## کشاورزی

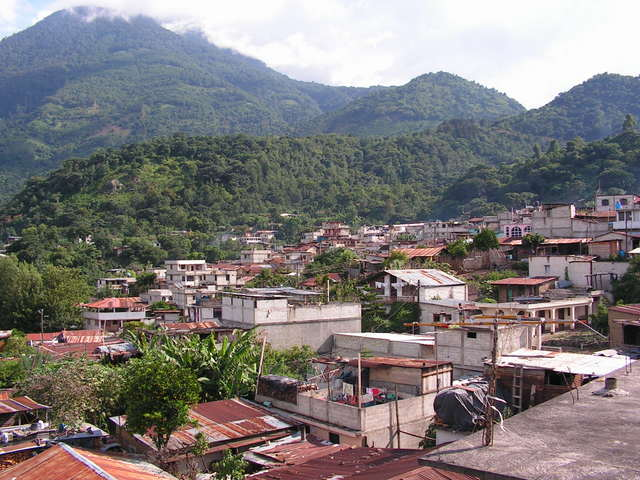
سان پدرو لا لاگونا و آتشفشان سن پدرو

منطقه اطراف دریاچه از نظر کشاورزی بسیار غنی است و باغ‌های قهوه و آووکادو و زمین‌های زراعی گوناگون، از جمله ذرت، پیاز، لوبیا، گوجه‌فرنگی و خیار را در بر می‌گیرد. همچنین محصولات خاصی مانند توت‌فرنگی و میوه پیتایا نیز کشت می‌شود. خود دریاچه نیز منبع غذایی مهمی برای جمعیت بومی منطقه است.

## تاریخچه جغرافیایی
فعالیت‌های آتشفشانی در منطقه دریاچه آتیتلان حدود ۱۱ میلیون سال پیش آغاز شد. از آن زمان تاکنون، منطقه چهار دورهٔ جداگانه از رشد آتشفشان‌ها و فروپاشی کاسه‌های آتشفشانی را پشت سر گذاشته است. آخرین دورهٔ این فعالیت‌ها حدود ۱٫۸ میلیون سال پیش شروع شد و به شکل‌گیری کاسه آتشفشانی کنونی منجر شد. امروزه این دریاچه بخش بزرگی از این کاسه را پر کرده و عمقی تا ۳۴۰ متر دارد.
فوران بزرگ که کاسه آتشفشانی را ایجاد کرد، با نام فوران لس چوکویوس شناخته می‌شود. این فوران عظیم حدود ۳۰۰ کیلومتر مکعب خاکستر آتشفشانی به بیرون پرتاب کرد. خاکستر این فوران در منطقه‌ای به وسعت ۶ میلیون کیلومتر مربع پراکنده شد و حتی در فلوریدا و اکوادور نیز شناسایی شده است. این خاکستر به‌عنوان یک نشانگر زمین‌شناسی در اقیانوس آرام و اقیانوس اطلس استفاده می‌شود. «چوکویو» یا همان طوطی اقیانوس آرام نوعی پرنده است که اغلب در لایه‌های نرم خاکستر این فوران آشیانه می‌سازد.
پس از پایان فوران لس چوکویوس، فعالیت‌های آتشفشانی ادامه یافت و سه آتشفشان درون کاسه شکل گرفتند. آتشفشان آتیتلان در لبهٔ جنوبی کاسه قرار دارد، در حالی که آتشفشان سن پدرو و آتشفشان تولیمان درون کاسه هستند. سن پدرو، قدیمی‌ترین آتشفشان است و به نظر می‌رسد که حدود ۴۰٬۰۰۰ سال پیش خاموش شده باشد. تولیمان پس از خاموشی سن پدرو شروع به شکل‌گیری کرد و احتمالاً هنوز فعال است، اگرچه در تاریخ معاصر فورانی نداشته است. آتشفشان آتیتلان در ۱۰٬۰۰۰ سال گذشته به‌طور کامل شکل گرفته و همچنان فعال است؛ آخرین فوران آن در سال ۱۸۵۳ رخ داد.
در ۴ فوریه ۱۹۷۶، زلزله‌ای با بزرگی ۷٫۵ در گواتمالا رخ داد که بیش از ۲۶٬۰۰۰ نفر را به کام مرگ کشاند. این زلزله باعث ترک‌خوردگی بستر دریاچه و ایجاد تخلیهٔ زیرسطحی شد و طی یک ماه سطح آب دریاچه دو متر کاهش یافت.

## تاریخچهٔ بوم‌شناختی

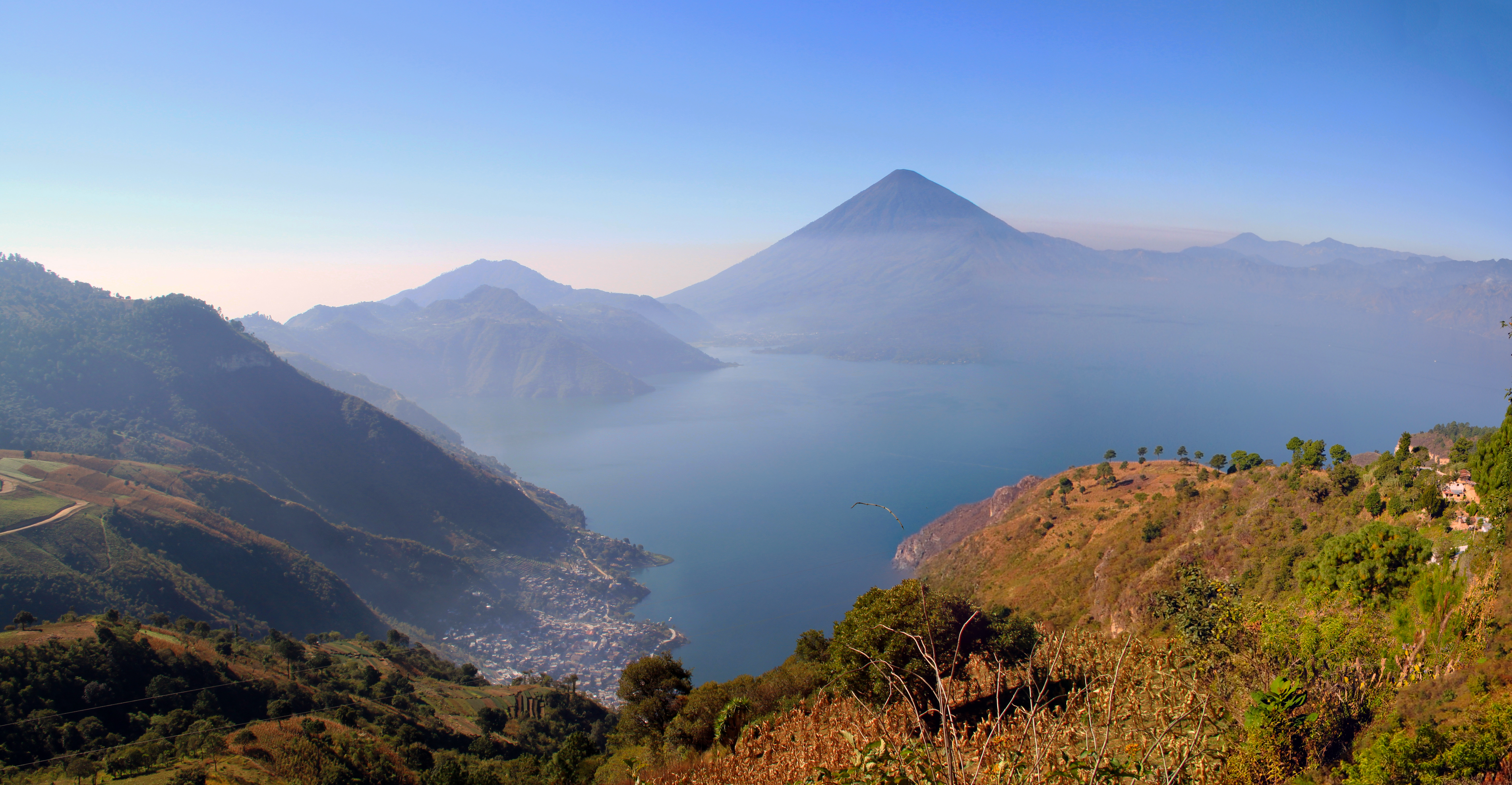
نمایی از دریاچه آتیتلان و آتشفشان آتیتلان (در مرکز) در گواتمالا، ۲۰۰۹. در پیش‌زمینه، شهر سن آنتونیو پالپو دیده می‌شود

در سال ۱۹۵۵، منطقه اطراف دریاچه آتیتلان به پارک ملی تبدیل شد. در آن زمان، این دریاچه تقریباً برای دنیا ناشناخته بود و دولت گواتمالا به‌دنبال راه‌هایی برای جذب گردشگر و بهبود اقتصاد محلی بود. به پیشنهاد خطوط هوایی پان آمریکن، دریاچه با گونه‌ای از ماهی غیرمحلی به نام خارماهی سیاه در سال ۱۹۵۸ غنی شد. این ماهی در محیط جدید به‌سرعت سازگار شد، اما ترکیب گونه‌های بومی دریاچه را به‌شدت تغییر داد. خارماهی سیاه که یک شکارچی بود، بیش از دو سوم گونه‌های ماهی بومی دریاچه را از بین برد و به انقراض پرنده‌ای نادر به نام کشیم آتیتلان کمک کرد که تنها در اطراف این دریاچه زندگی می‌کرد.
یکی از ویژگی‌های منحصربه‌فرد آب‌وهوای منطقه بادی به نام «ژوکومیل» است که در زبان کاقچیکل به معنی «بادی که گناه را می‌برد» است. این باد معمولاً در اواخر صبح و بعدازظهر رخ می‌دهد و ناشی از برخورد بادهای گرم از اقیانوس آرام با بادهای سرد شمالی است. این باد می‌تواند باعث تلاطم شدید آب شود که گاهی قایق‌ها را واژگون می‌کند.
در اوت ۲۰۱۵، یک شکوفایی ضخیم از جلبک‌های سیانوباکتریایی به نام میکروسیتیسیس دوباره در دریاچه آتیتلان ظاهر شد؛ اولین مورد جدی آن در سال ۲۰۰۹ ثبت شده بود. عدم اقدام جدی برای حفاظت از دریاچه به دلیل موانع بوروکراتیک مورد انتقاد قرار گرفته است. اگر فعالیت‌های کنونی کنترل نشوند، مسمومیت دریاچه، استفادهٔ انسانی از آن را غیرممکن خواهد کرد.

## فرهنگ

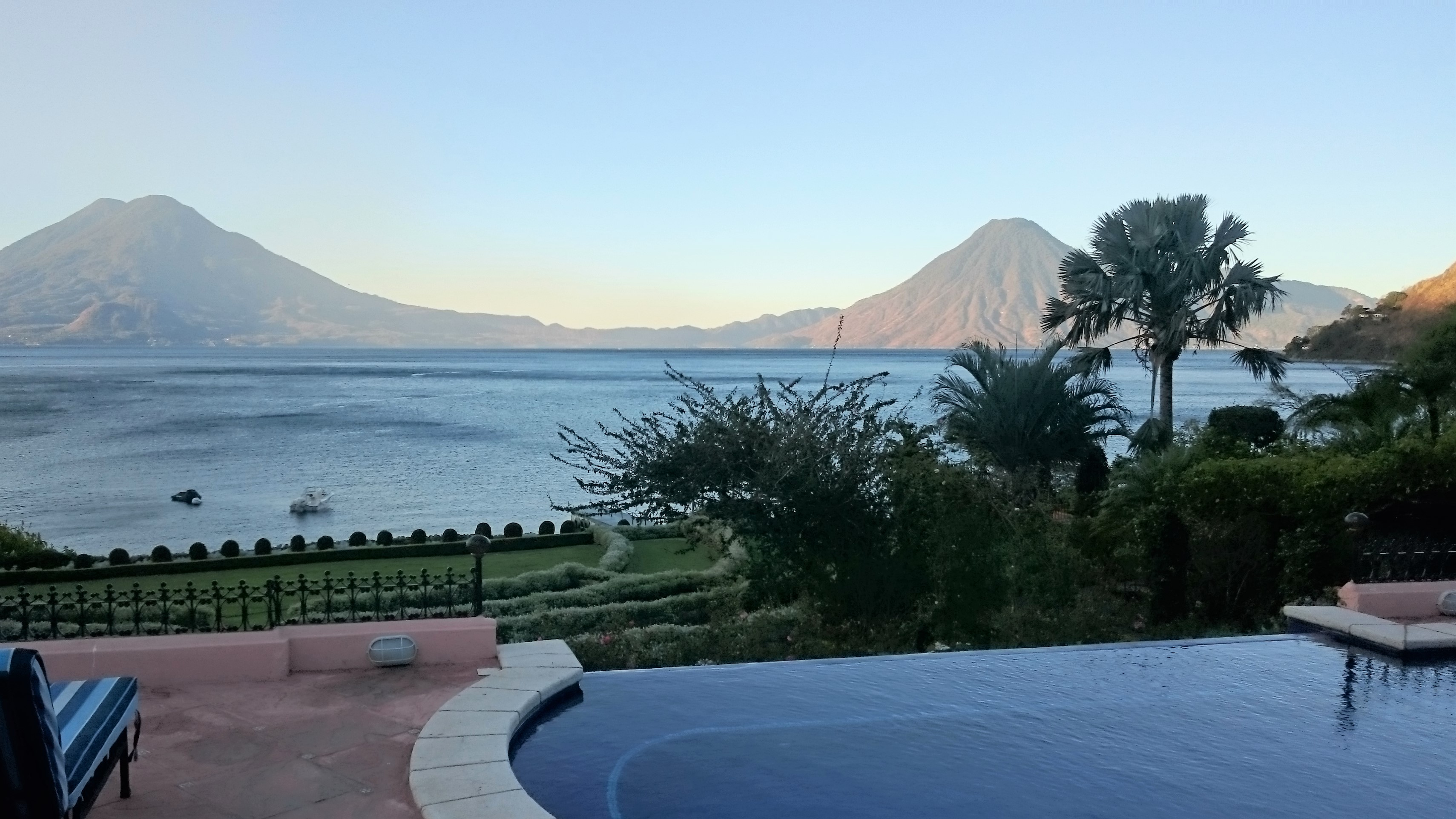
نمایی از هتل آتیتلان نزدیک پاناجاچل

اطراف دریاچه آتیتلان را روستاهای متعددی احاطه کرده‌اند که فرهنگ مایایی هنوز در آن‌ها غالب است و لباس‌های سنتی همچنان پوشیده می‌شود. مردم مایای ساکن این منطقه عمدتاً از اقوام تسوتوهیل (Tz'utujil) و کاقچیکل (Kaqchikel) هستند. در جریان فتوحات اسپانیایی‌ها در قارهٔ آمریکا، کاقچیکل‌ها در ابتدا برای شکست دشمنان تاریخی خود یعنی مایاهای تسوتوهیل و کیچه، با مهاجمان متحد شدند. اما پس از آن، زمانی که از پرداخت خراج به اسپانیایی‌ها خودداری کردند، خودشان هم توسط آن‌ها شکست خوردند و تحت سلطه قرار گرفتند.
سانتیاگو آتیتلان بزرگ‌ترین جامعهٔ کنار دریاچه است و به‌خاطر پرستش ماکسی‌مون شهرت دارد؛ یک بت که از ترکیب خدایان سنتی مایایی، قدیسان کاتولیک، و افسانه‌های مربوط به فاتحان اسپانیایی شکل گرفته است. این بت، که به‌طور رسمی توسط یک انجمن مذهبی محلی نگهداری می‌شود، طی سال در خانه‌های مختلف اعضای این انجمن قرار دارد و در هفته مقدس (Semana Santa) در یک مراسم بزرگ به‌طور تشریفاتی جابه‌جا می‌شود. چندین شهر دیگر در گواتمالا نیز دارای آیین‌های مشابه هستند، به‌ویژه آیین سن سیمون در زونیل.
درحالی‌که فرهنگ مایایی در بیشتر جوامع اطراف دریاچه غالب است، پاناجاچل طی سال‌ها تحت تأثیر گردشگران داخلی و خارجی قرار گرفته است. این شهر در دهه ۱۹۶۰، به‌ویژه در میان هیپی‌ها، بسیار محبوب بود. بااین‌حال، جنگ داخلی بسیاری از خارجی‌ها را وادار به ترک منطقه کرد، اما با پایان درگیری‌ها در سال ۱۹۹۶، شمار بازدیدکنندگان به‌شدت افزایش یافت و اقتصاد شهر امروزه تقریباً کاملاً وابسته به گردشگری است.

## باستان‌شناسی
چندین کاوشگاه باستان‌شناسی مایایی در اطراف دریاچه کشف شده است. از جمله سامباج، که در عمق حدود ۱۷ متری زیر سطح کنونی دریاچه قرار دارد و به‌نظر می‌رسد متعلق به دوره پیشاکلاسیک باشد. بقایای چندین مجموعه ساختمانی در این محل یافت شده است، از جمله یک مجموعه بزرگ که احتمالاً مرکز شهر بوده است.
یک پروژه به نام «باستان‌شناسی زیرآبی در دریاچه آتیتلان: سامباج ۲۰۰۳ گواتمالا» توسط دولت گواتمالا و با همکاری بنیاد آلبنگا و موزه دریاچه آتیتلان تصویب شد. این پروژه برای بررسی آب‌های داخلی گواتمالا آغاز شد و توسط یک سازمان خصوصی، موزه دریاچه آتیتلان، مورد حمایت قرار گرفت.

## دسترسی و مسیرها
هیچ جاده‌ای به دور دریاچه نمی‌چرخد و جوامع اطراف دریاچه یا از طریق قایق یا جاده‌هایی که از کوه‌ها به سمت دریاچه می‌آیند، قابل دسترسی هستند. جایبالیتو فقط با قایق قابل رسیدن است. اما روستاهایی مانند سانتا کاتارینا پالاپو و سان آنتونیو پالاپو از طریق جاده به پاناجاچل متصل هستند. مناطق اصلی دیگر شامل سانتا کلارا لا لاگونا، سان خوآن لا لاگونا، سان پدرو لا لاگونا در غرب، سانتیاگو آتیتلان در جنوب، سرو د اورو در جنوب‌شرق، و سان لوکاس تولیمان در شرق هستند.
مطالعات اخیر نشان داده‌اند که یک مکان آیینی به نام ساماباج در جزیره‌ای به طول حدود ۵۰۰ متر در دریاچه آتیتلان قرار داشته است. این مکان به‌دلیل ارتباط ویژه‌اش با پوپول ووخ، کتاب مقدس مایاییان کیچه، مورد احترام بوده است.

## جنگ داخلی گواتمالا

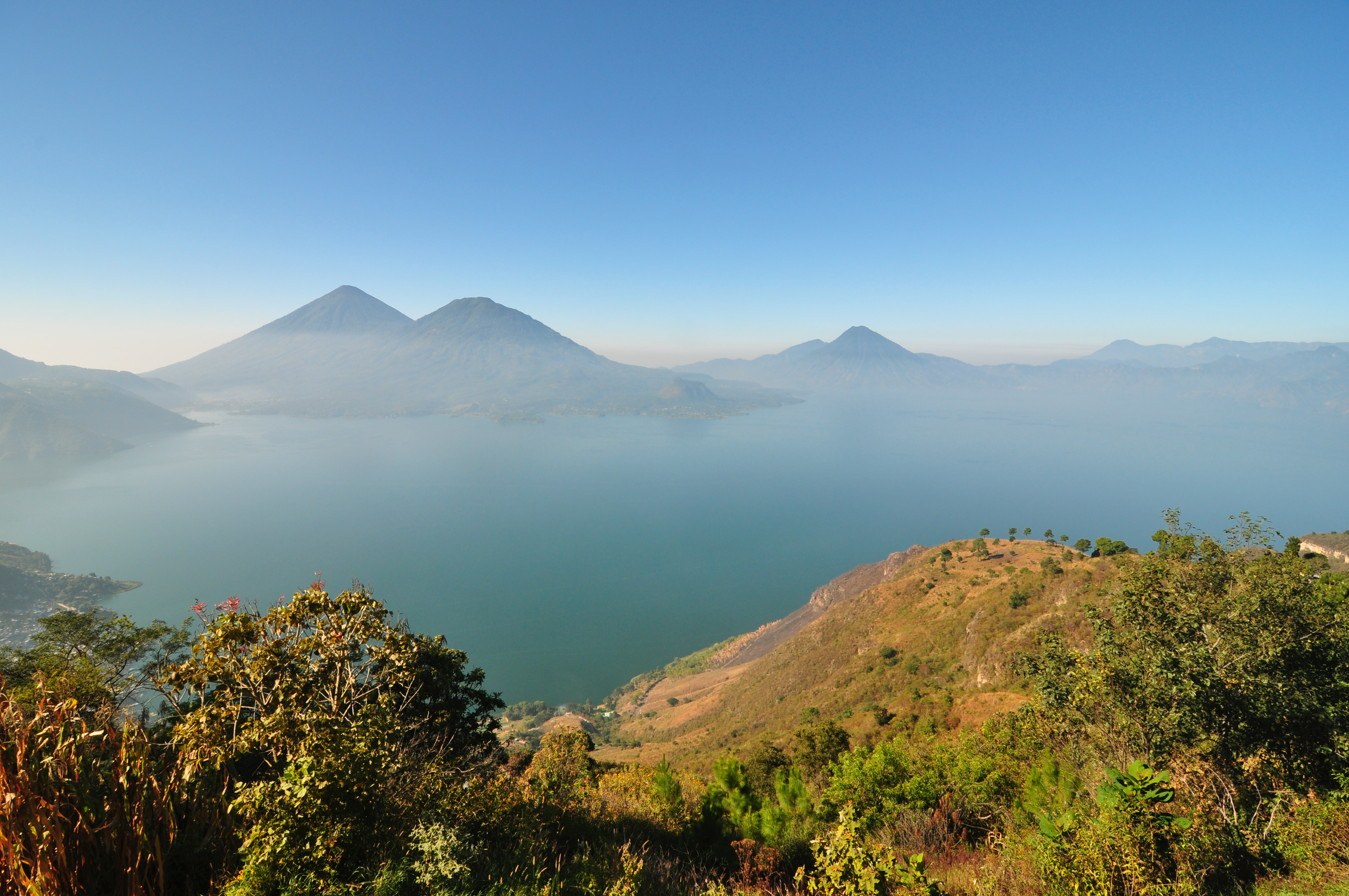
سراسرنمای هوایی دریاچه آتیتلان

در جریان جنگ داخلی گواتمالا (۱۹۶۰–۱۹۹۶)، دریاچه شاهد بسیاری از نقض‌های شدید حقوق بشر بود، چرا که دولت سیاست زمین سوخته را دنبال می‌کرد. مردم بومی متهم به حمایت از چریک‌ها بودند که علیه دولت می‌جنگیدند و هدف تلافی‌جویی‌های وحشیانه قرار گرفتند. برخی معتقدند که صدها نفر از مایایی‌های سانتیاگو آتیتلان در این درگیری ناپدید شده‌اند.
دو رویداد از این دوران خبرساز شد. یکی ترور استنلی روثر، یک مبلغ مذهبی از اوکلاهاما در کلیسای سانتیاگو آتیتلان در سال ۱۹۸۱ بود. در سال ۱۹۹۰، یک راهپیمایی اعتراضی خودجوش به پایگاه ارتش در حاشیه شهر با تیراندازی مواجه شد که منجر به مرگ ۱۱ غیرنظامی غیرمسلح شد. فشارهای بین‌المللی دولت گواتمالا را مجبور کرد تا این پایگاه را تعطیل کند و سانتیاگو آتیتلان را به‌عنوان یک «منطقه بدون نظامی‌گری» اعلام کند. یادبودی که به کشتار اختصاص داشت در رانش زمین سال ۲۰۰۵ آسیب دید.

## طوفان
باران‌های شدید ناشی از طوفان استن در اوایل اکتبر ۲۰۰۵ خسارات گسترده‌ای در سراسر گواتمالا وارد کرد، به‌ویژه در اطراف دریاچه آتیتلان. یک رانش زمین عظیم روستای ساحلی پاناباج را دفن کرد و باعث مرگ تا ۱۴۰۰ نفر، بی‌خانمانی ۵۰۰۰ نفر، و دفن بسیاری از اجساد زیر تن‌ها خاک شد. پس از این حادثه، دیگو اسکینا مندوزا، شهردار سانتیاگو آتیتلان، این روستا را یک قبرستان جمعی اعلام کرد: «آن‌هایی که زیر رانش زمین دفن شدند، ممکن است هرگز نجات پیدا نکنند. اینجا خواهند ماند، زیر پنج متر گل دفن شده‌اند. پاناباج اکنون یک گورستان است.»
چهار سال و نیم پس از طوفان استن، طوفان گرمسیری آگاتا در سال ۲۰۱۰ بارندگی بیشتری به همراه داشت و باعث خسارات گسترده‌تری در این منطقه شد که منجر به مرگ ده‌ها نفر بین سان لوکاس تولیمان و سان آنتونیو پالاپو شد. از آن زمان جاده‌ها بازگشایی شده و سفر به این منطقه به حالت عادی بازگشته است.

## نگارخانه

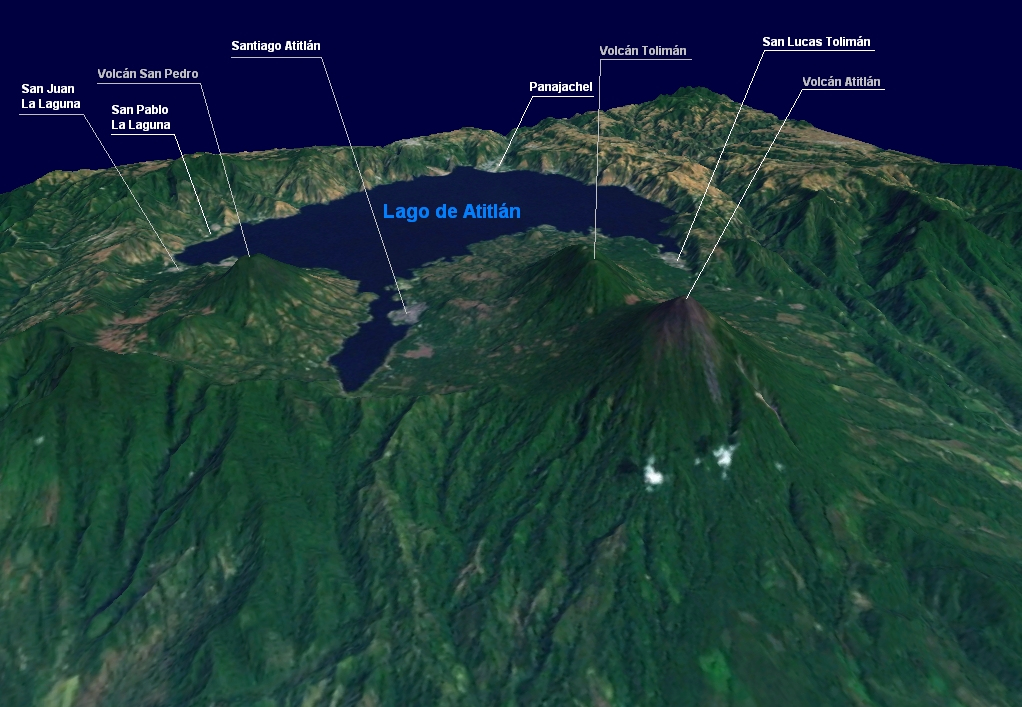
آتشفشان آتیتلان، سن پدرو، تولیمان و دریاچه آتیتلان در نمای ایزومتریک
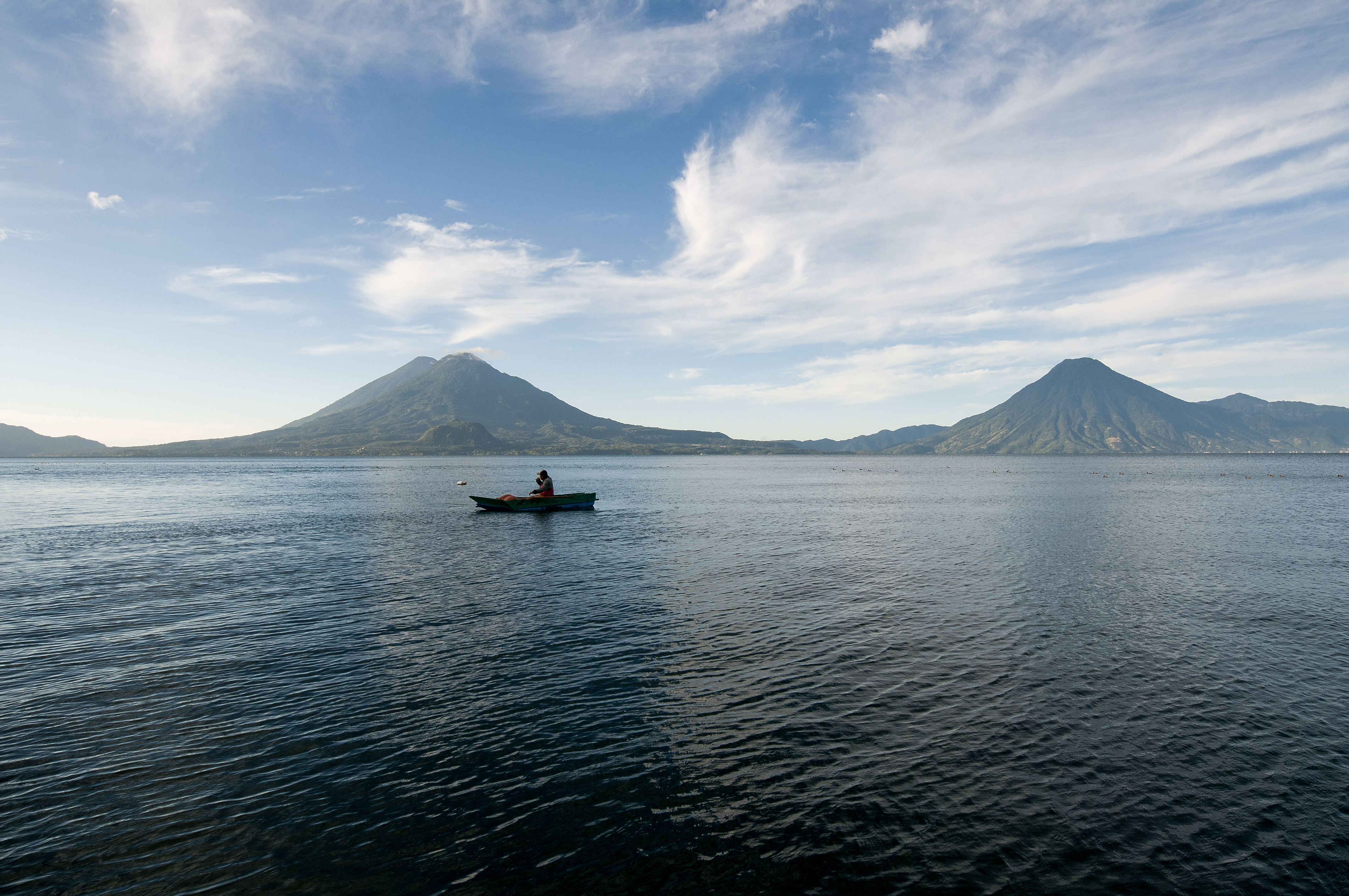
نمایی دیگر از دریاچه
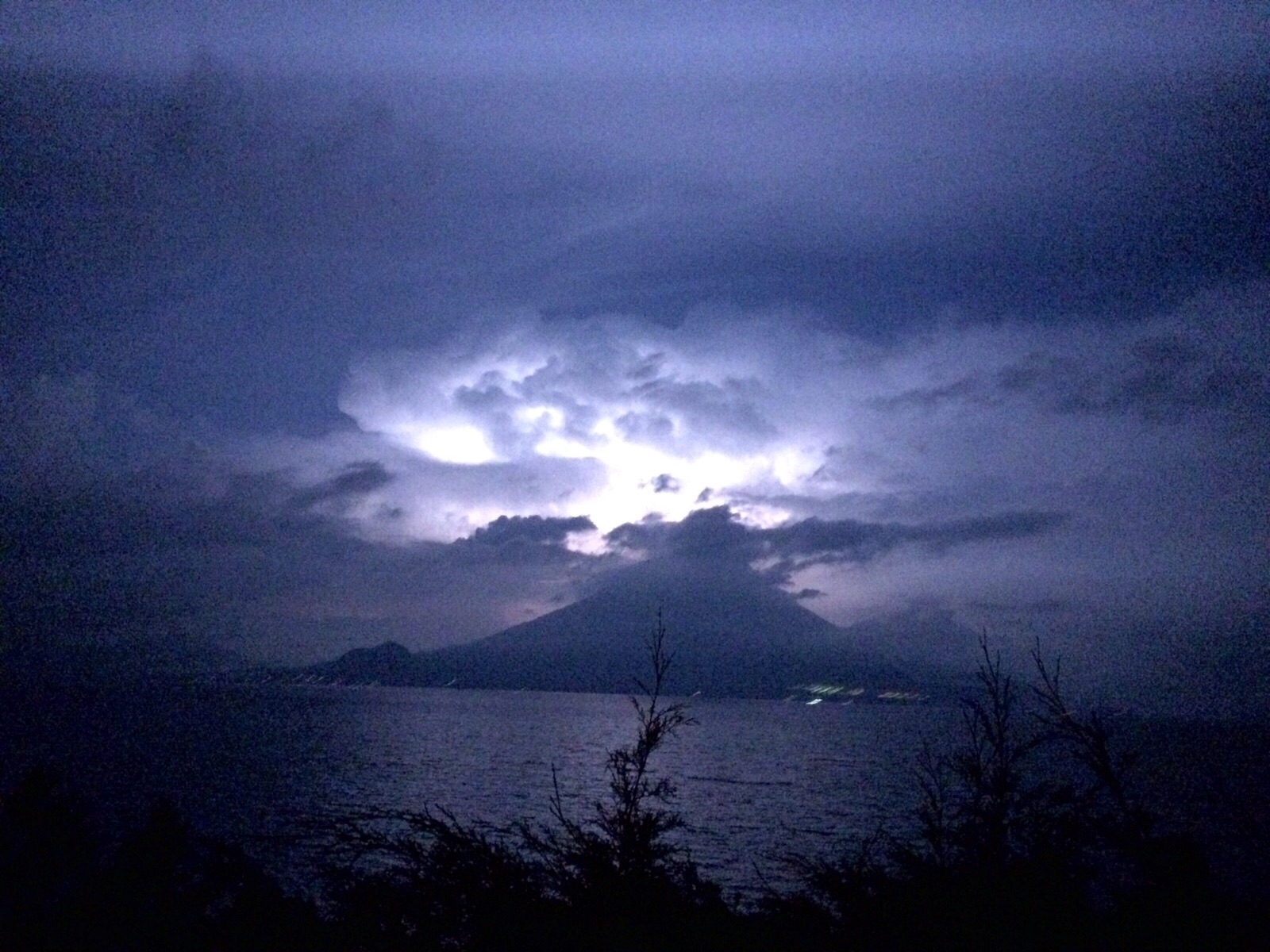
طوفانی بر فراز آتشفشان سن پدرو، ۲۰۱۵
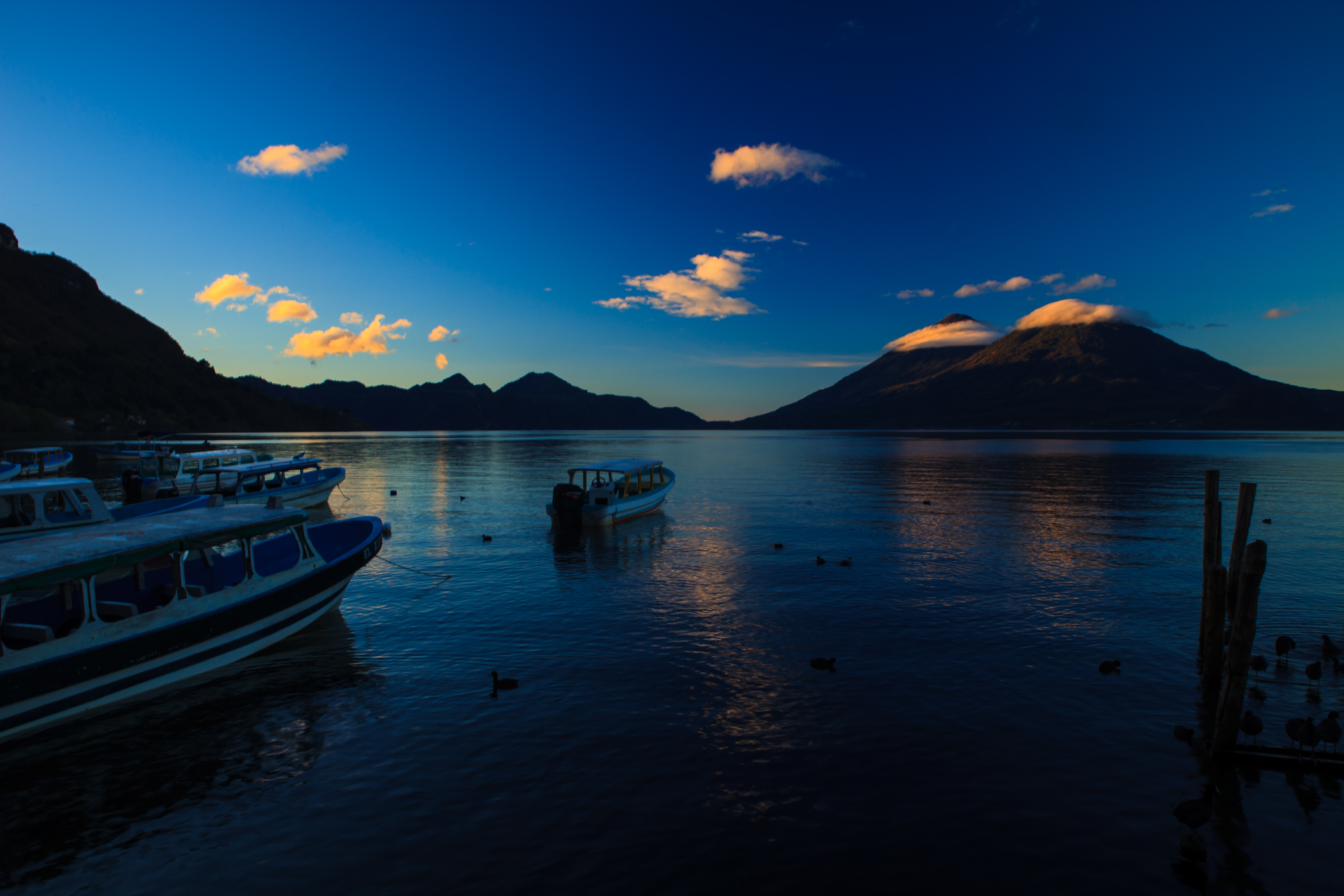
طلوع خورشید در دریاچه آتیتلان، گواتمالا
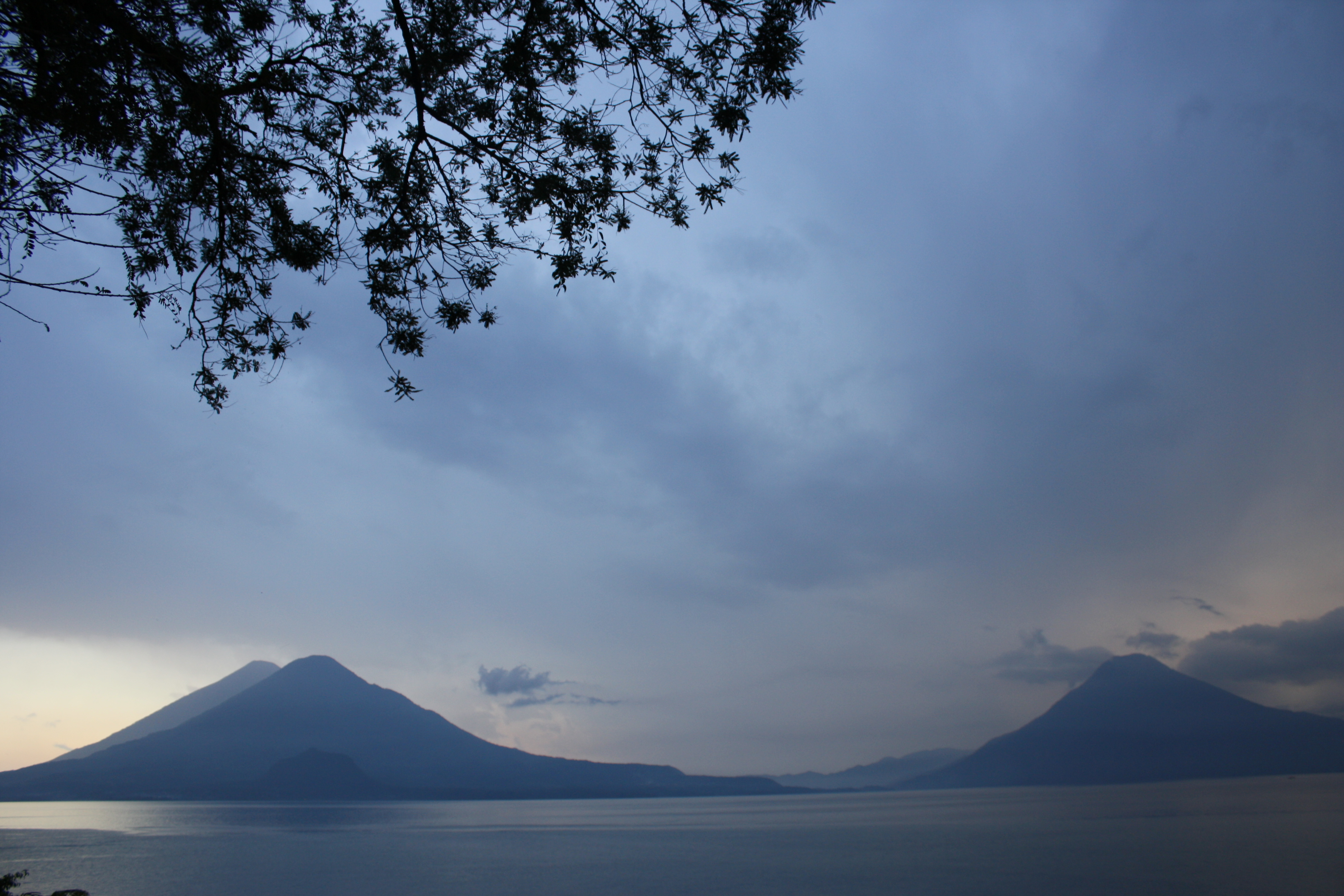
آتشفشان‌های دریاچه آتیتلان
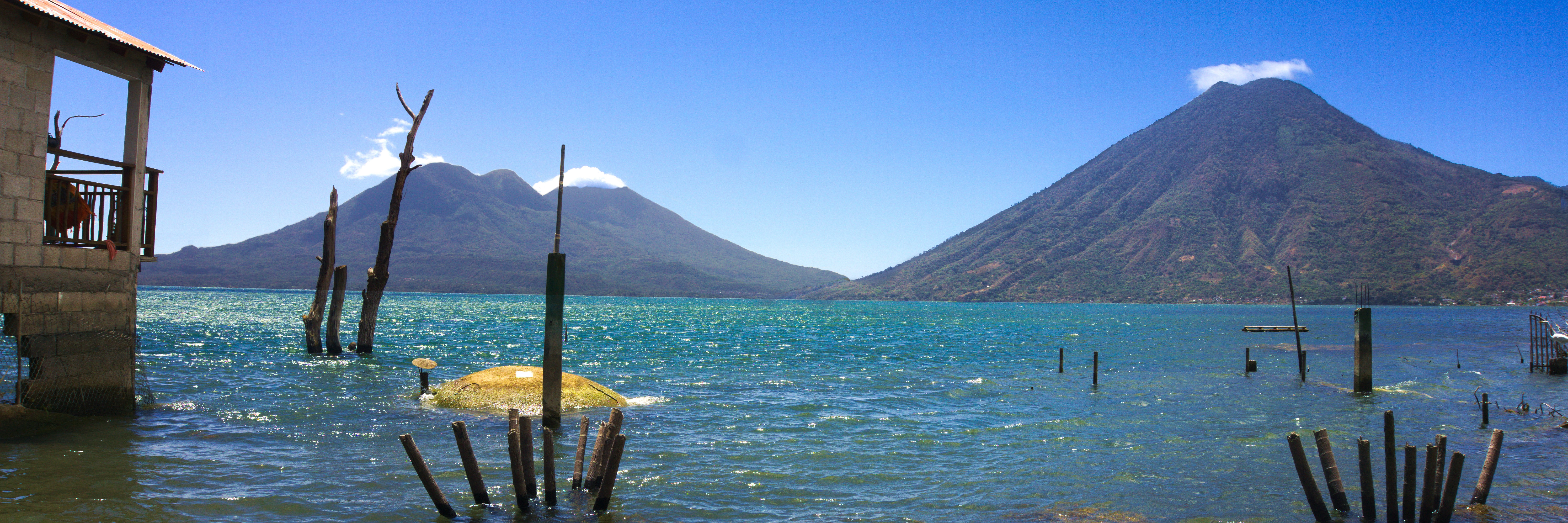
دریاچه آتیتلان از سان مارکوس، گواتمالا
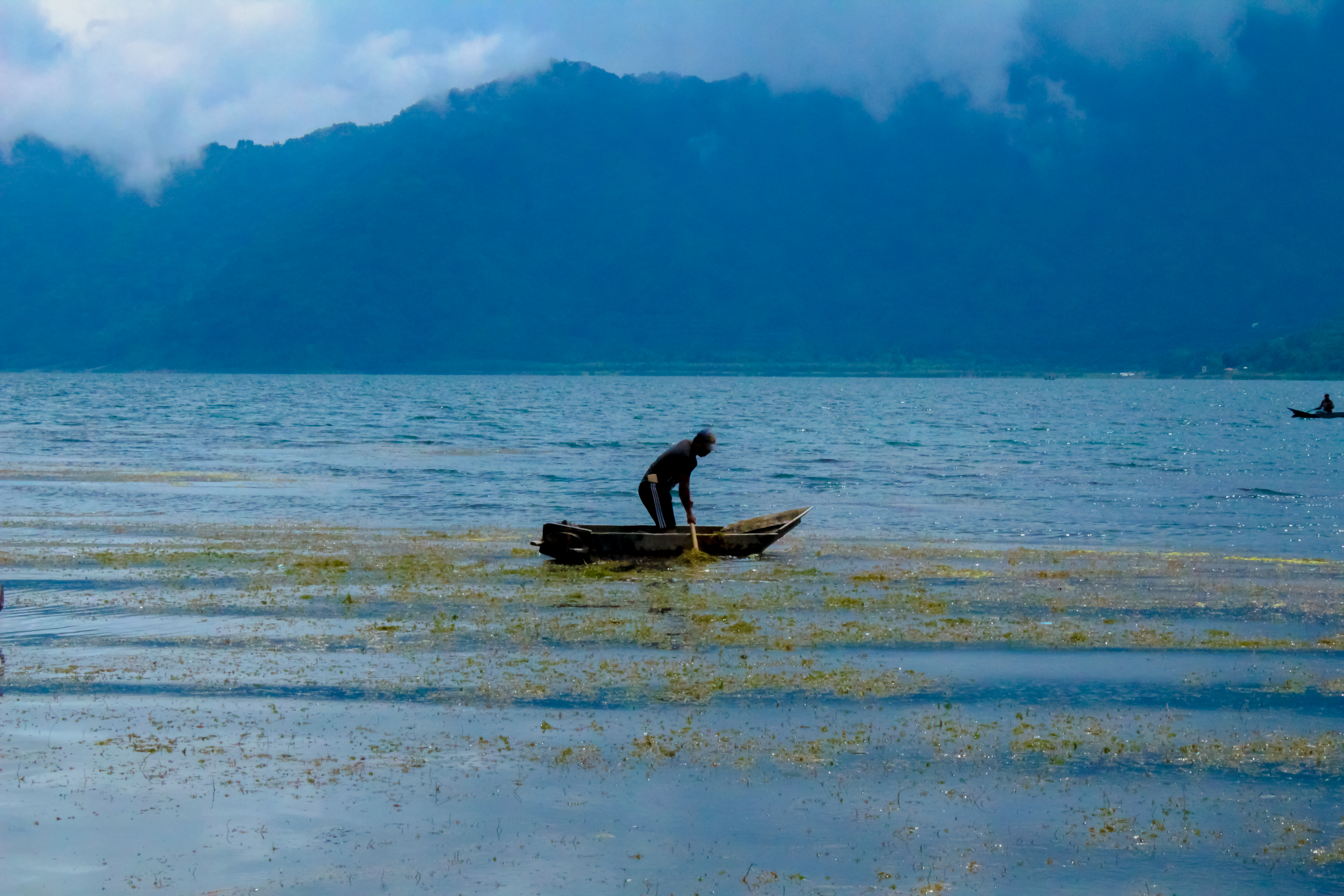
ماهیگیر در دریاچه آتیتلان
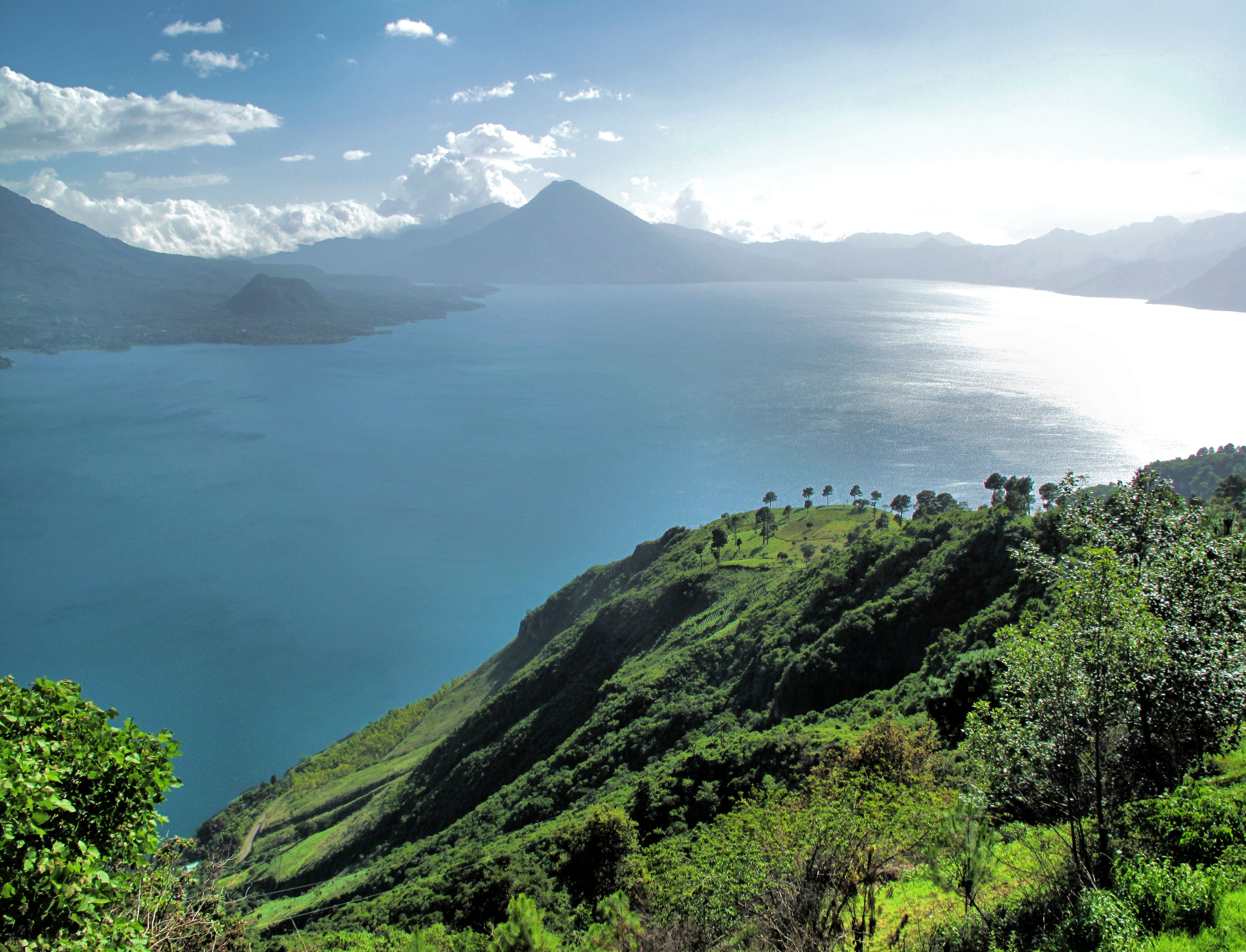
دریاچه آتیتلان و آتشفشان‌ها
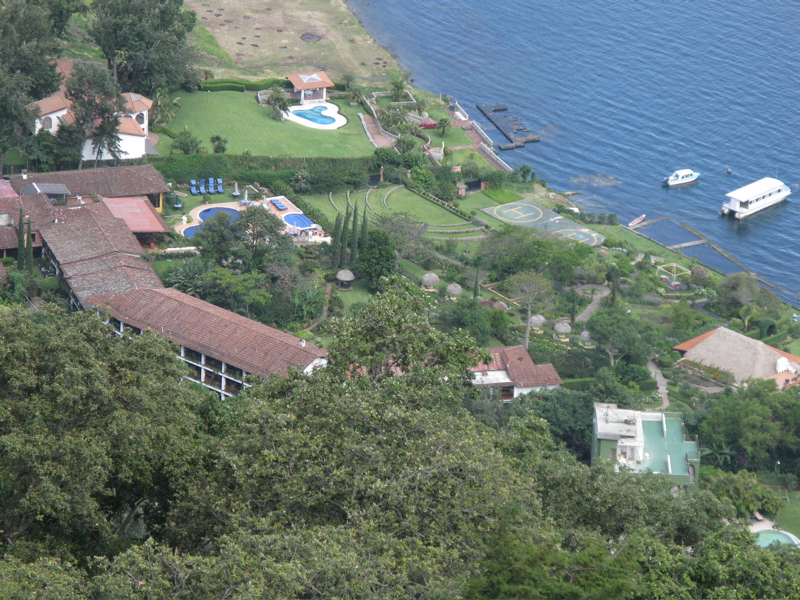
هتلی در سواحل دریاچه آتیتلان، گواتمالا
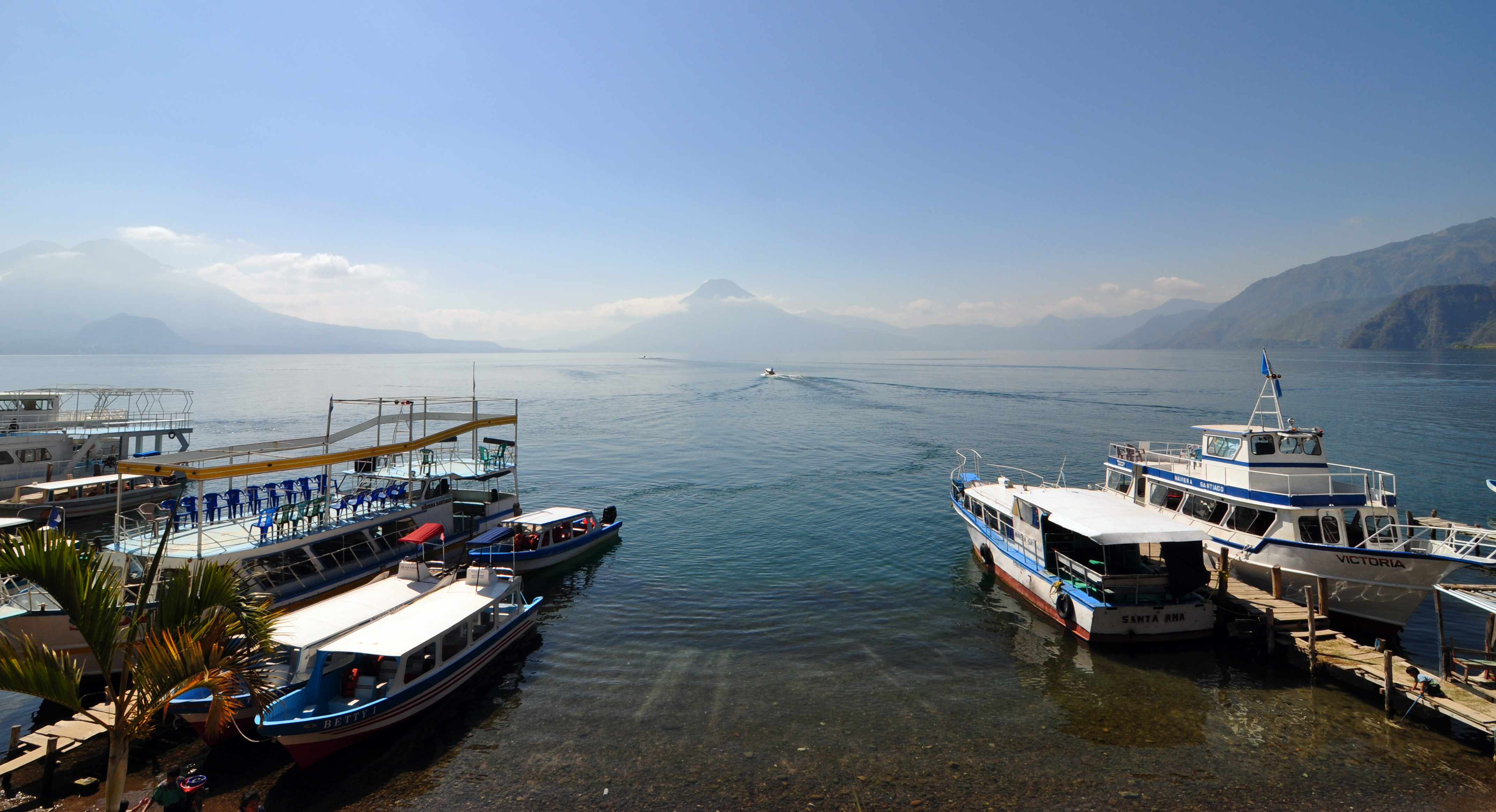
پاناجاچل
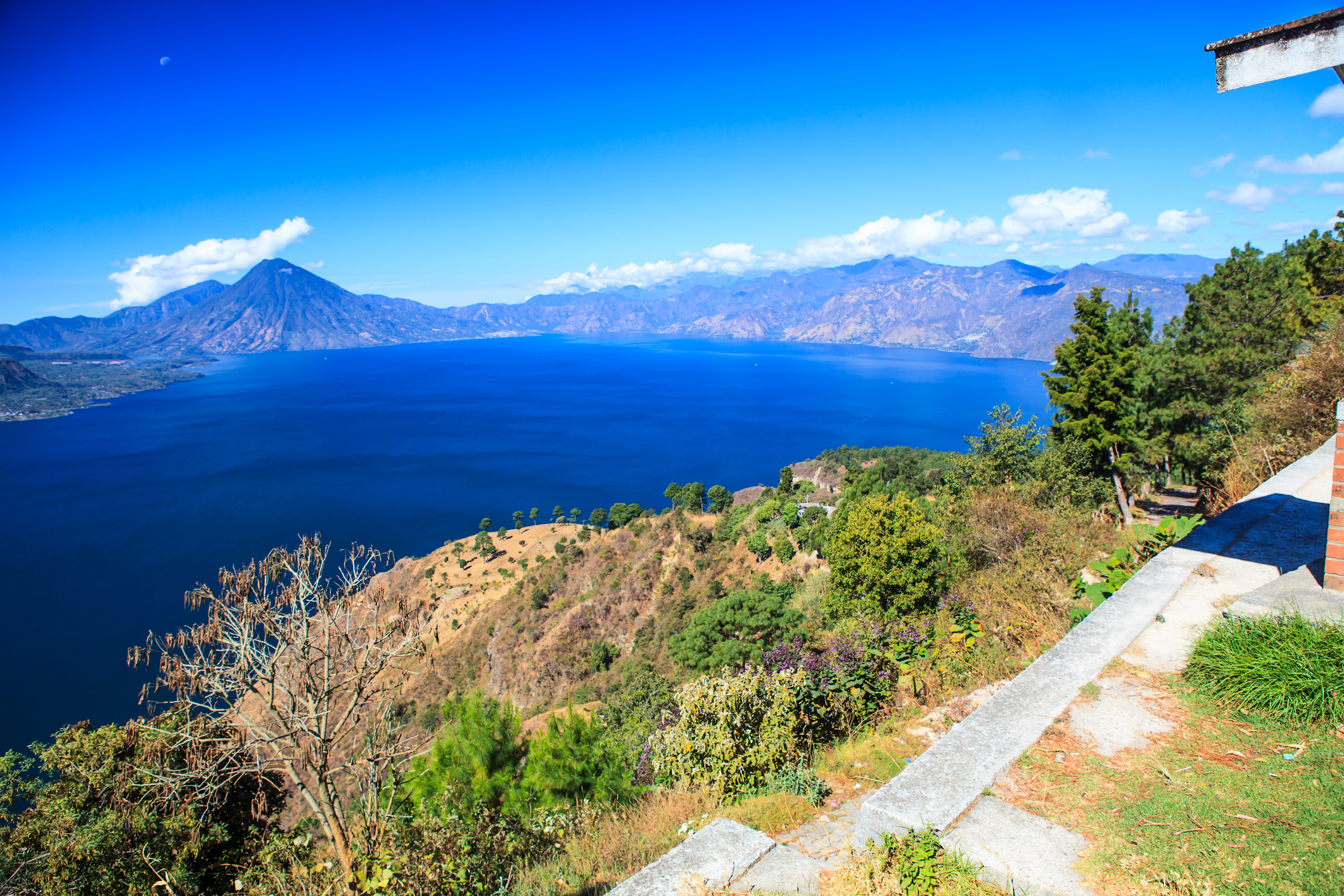
دریاچه آتیتلان و آتشفشان‌ها از شرق
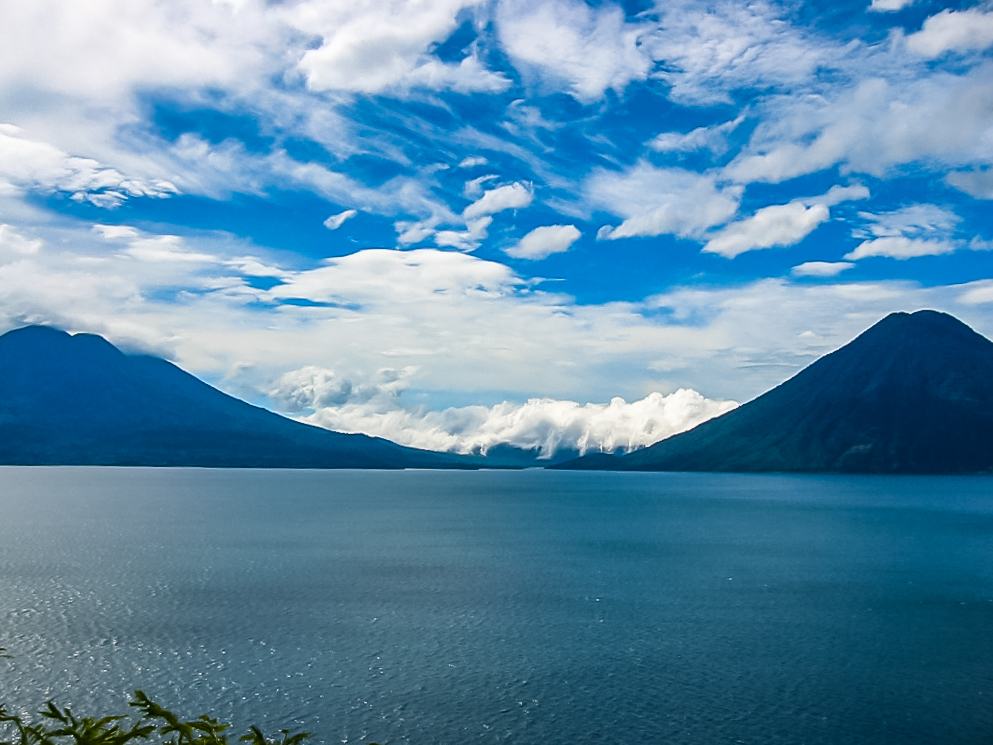
ابرها، کوه‌ها، دریاچه‌ها - آتیتلان، گواتمالا
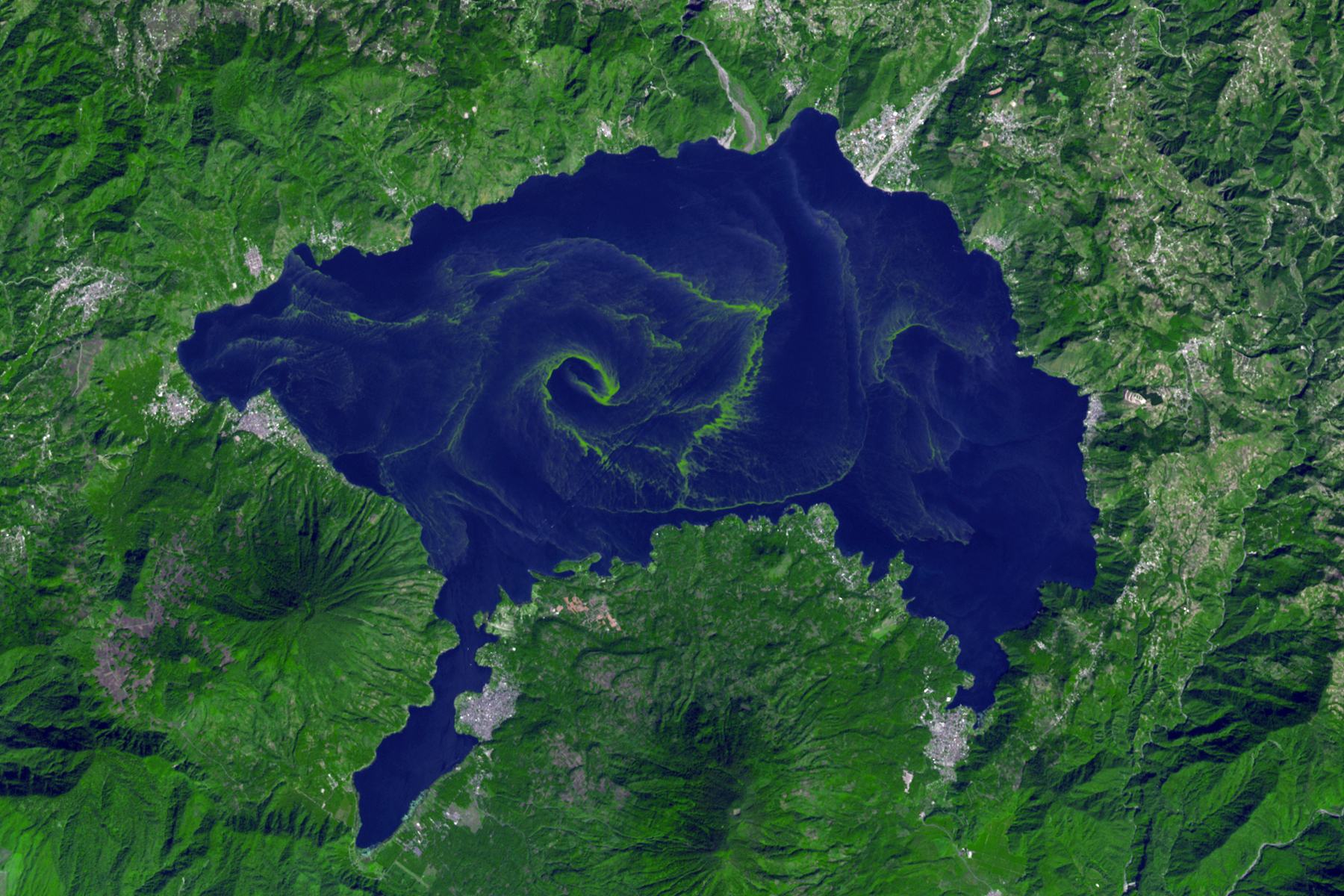
شکوفایی مضر سیانوباکتری‌ها (جلبک‌های سبز-آبی) در دریاچه (تصویر با رنگ کاذب)
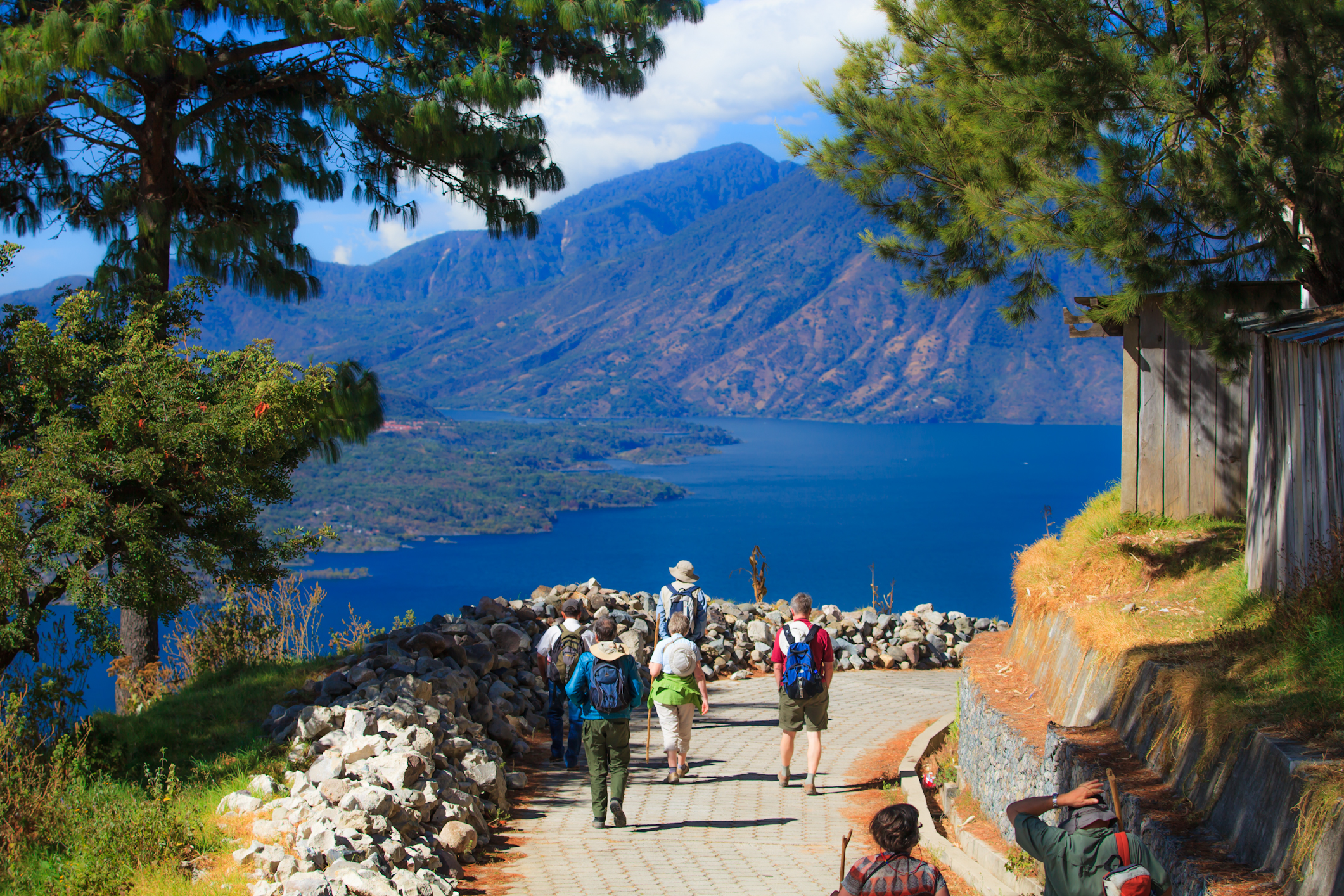
پیاده‌روی از لبه شرقی به سمت دریاچه آتیتلان
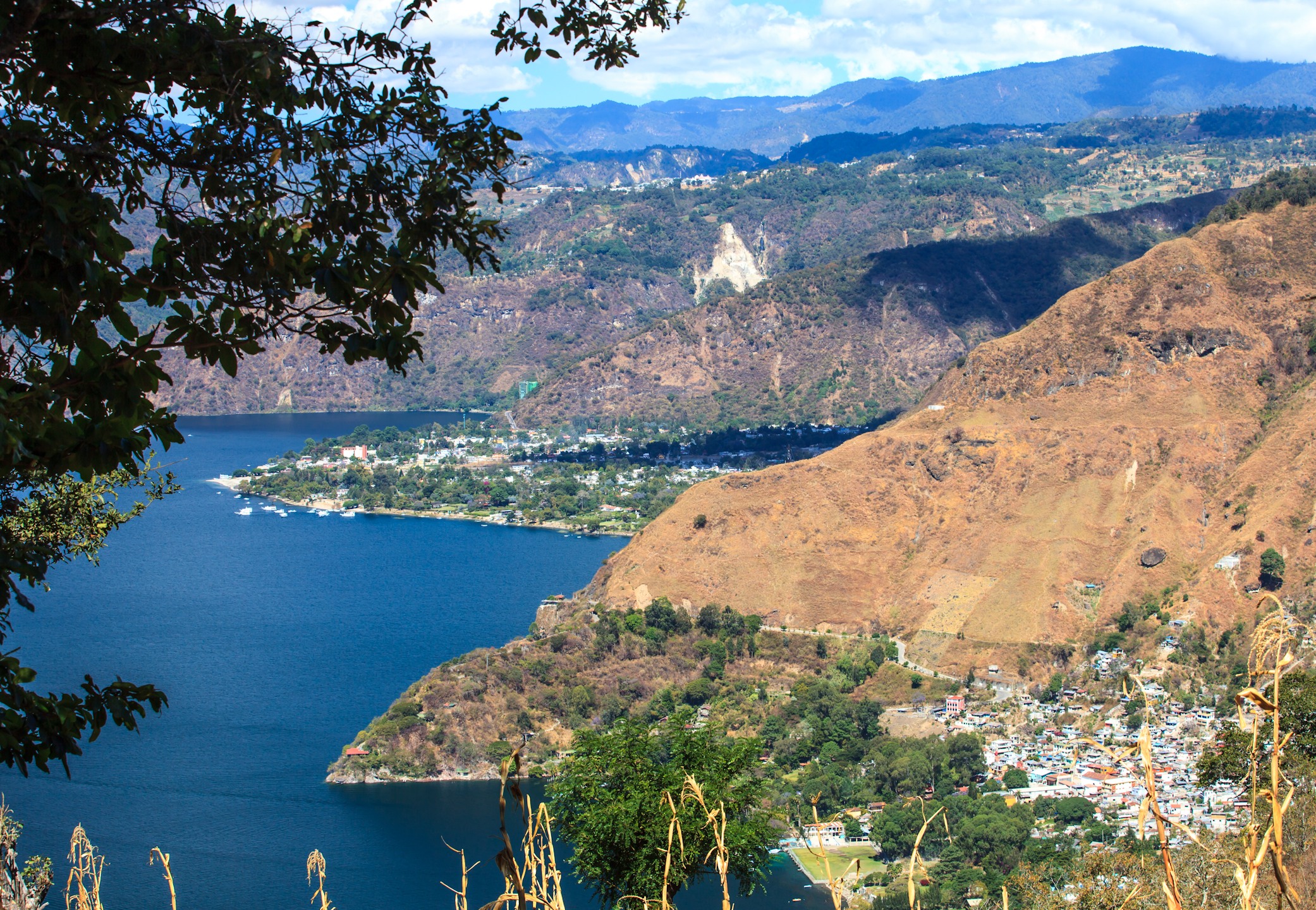
پیاده‌روی از لبه شرقی به سمت دریاچه آتیتلان-پاناجاچل
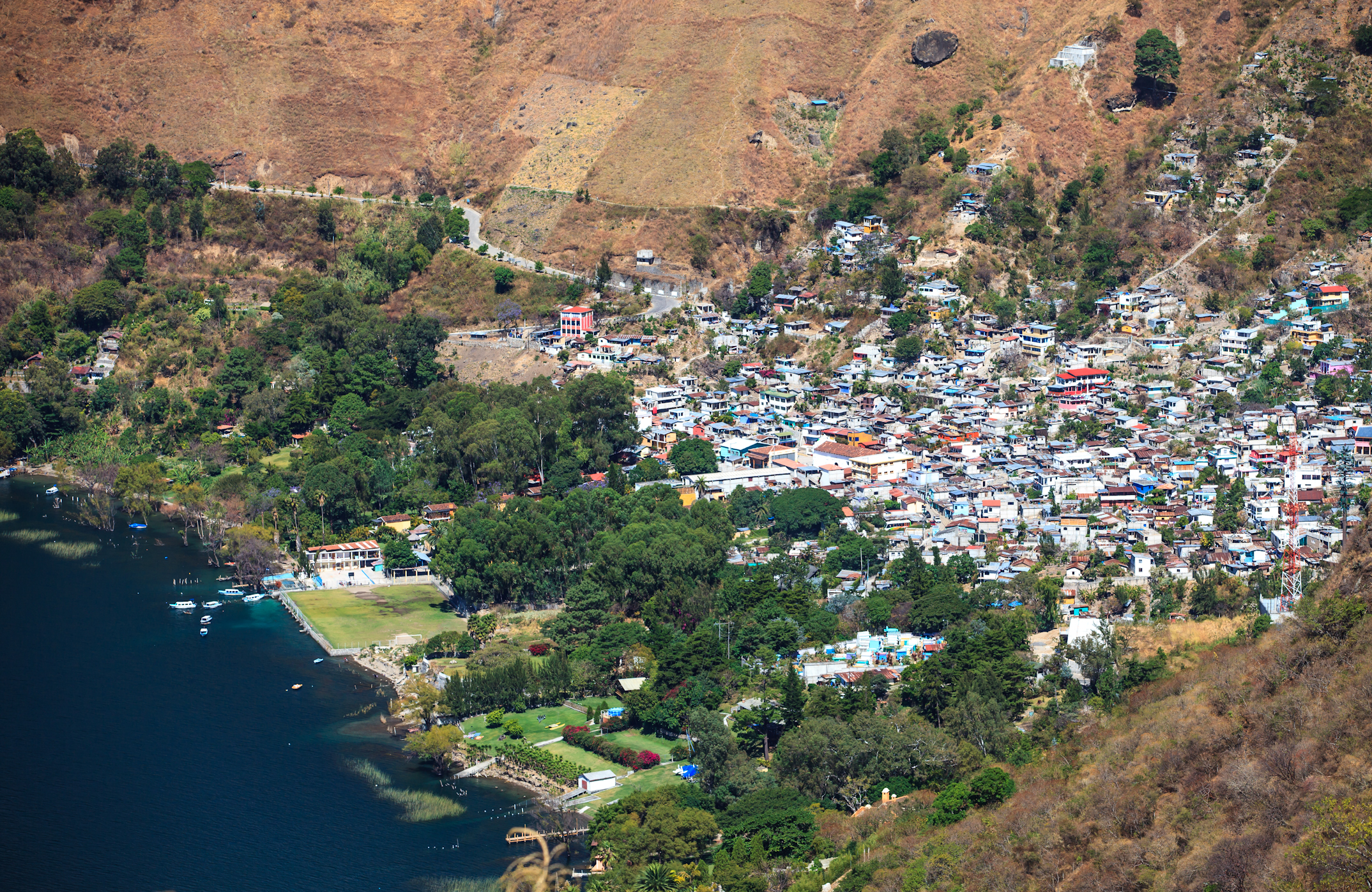
پیاده‌روی از لبه شرقی به سمت دریاچه آتیتلان-پاناجاچل
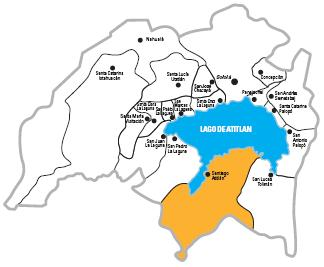
نقشه سانتیاگو آتیتلان
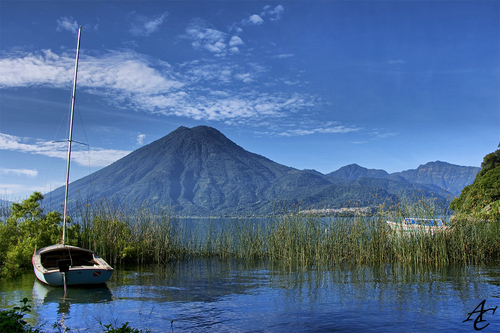
دریاچه آتیتلان، گواتمالا
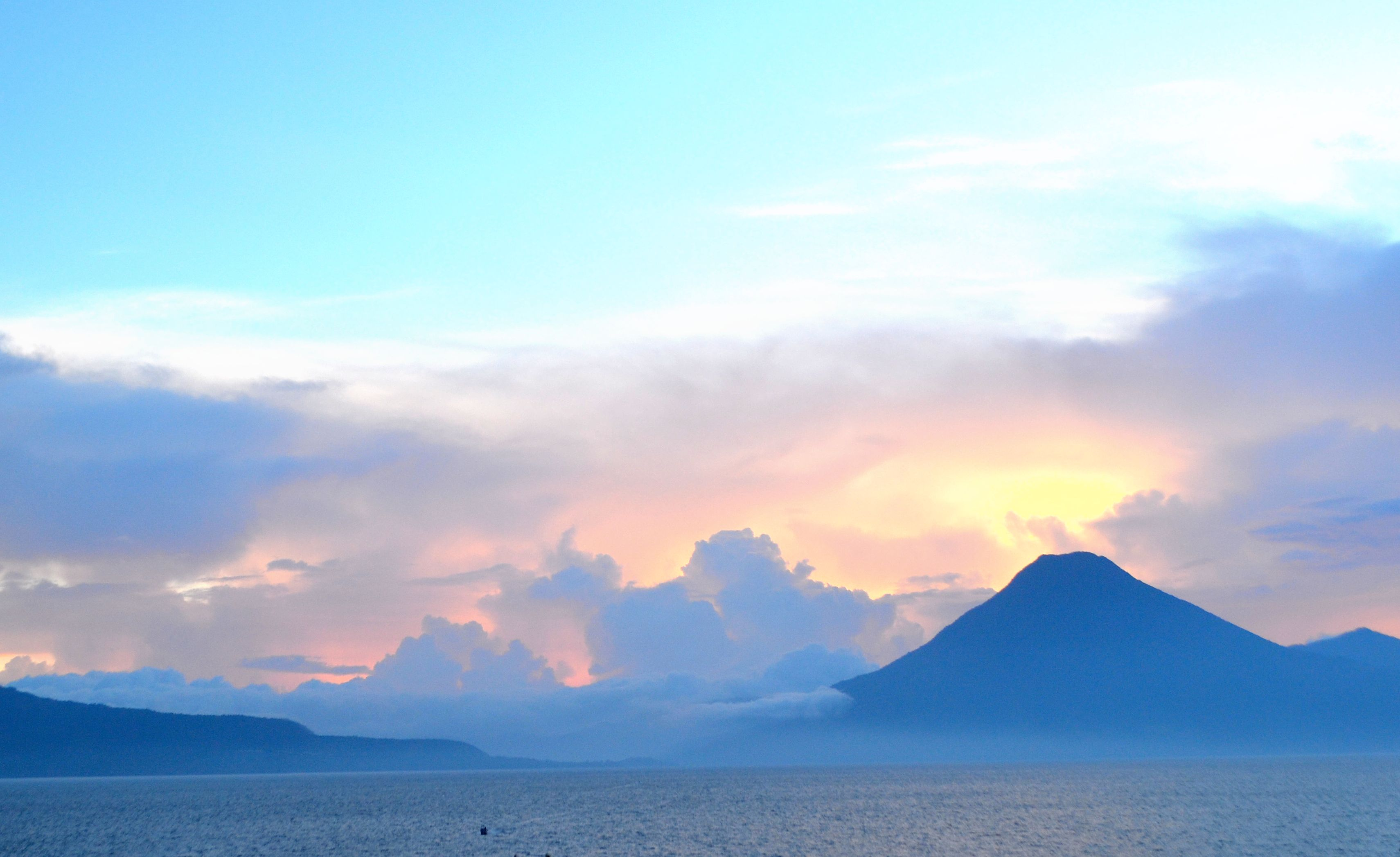
سراسرنما از دریاچه آتیتلان، گواتمالا
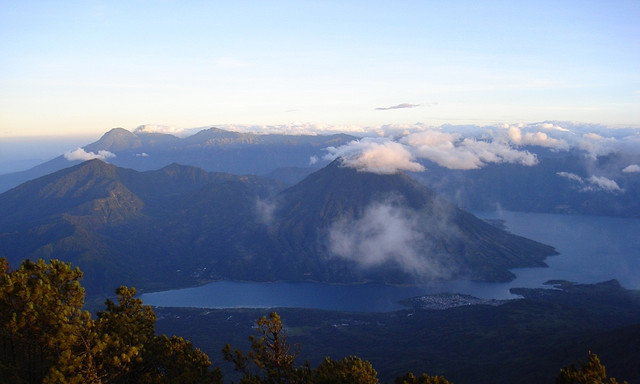
آتشفشان‌های نزدیک دریاچه آتیتلان، گواتمالا
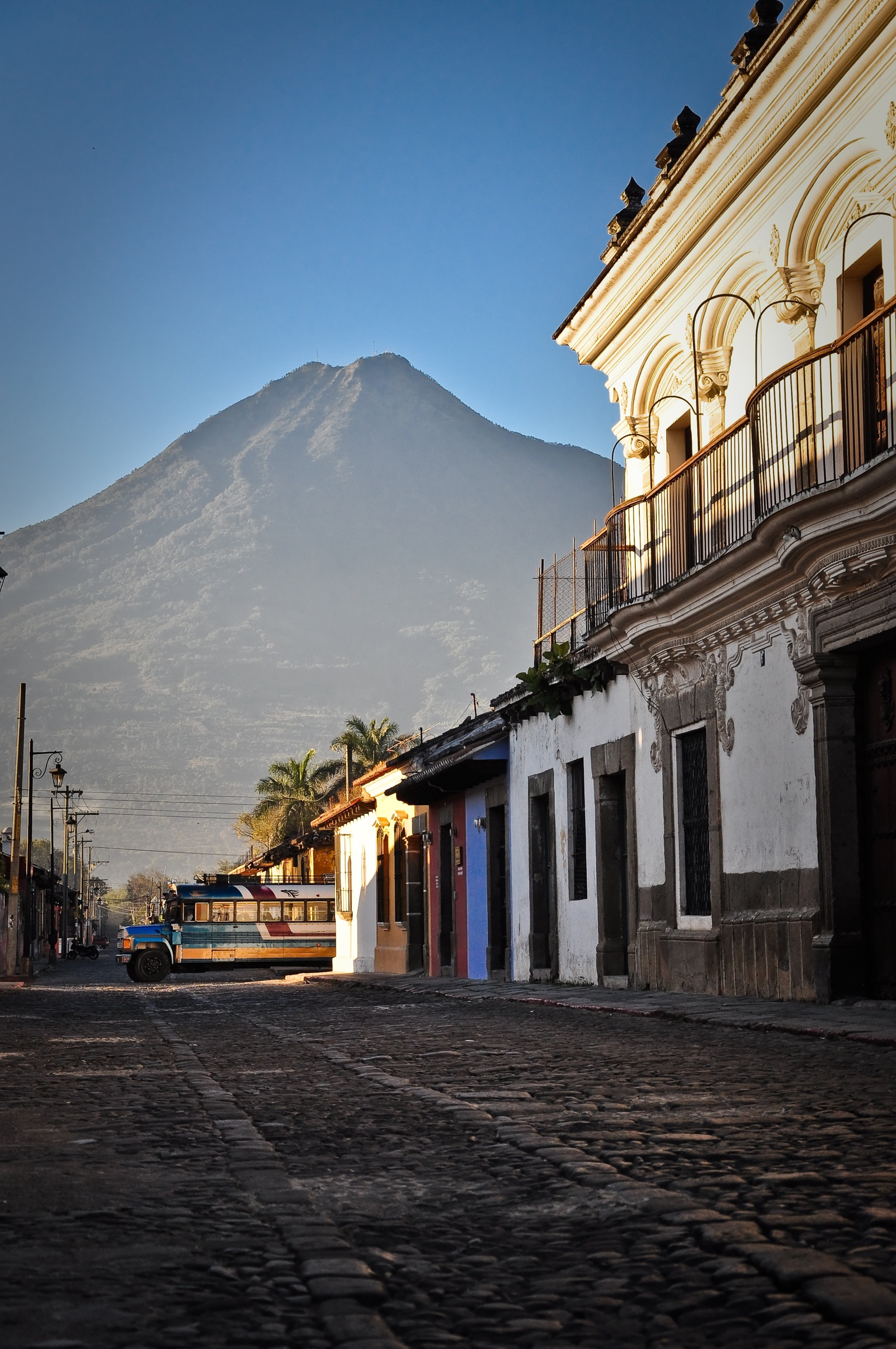
خیابانی در کنار دریاچه آتیتلان، گواتمالا با آتشفشان
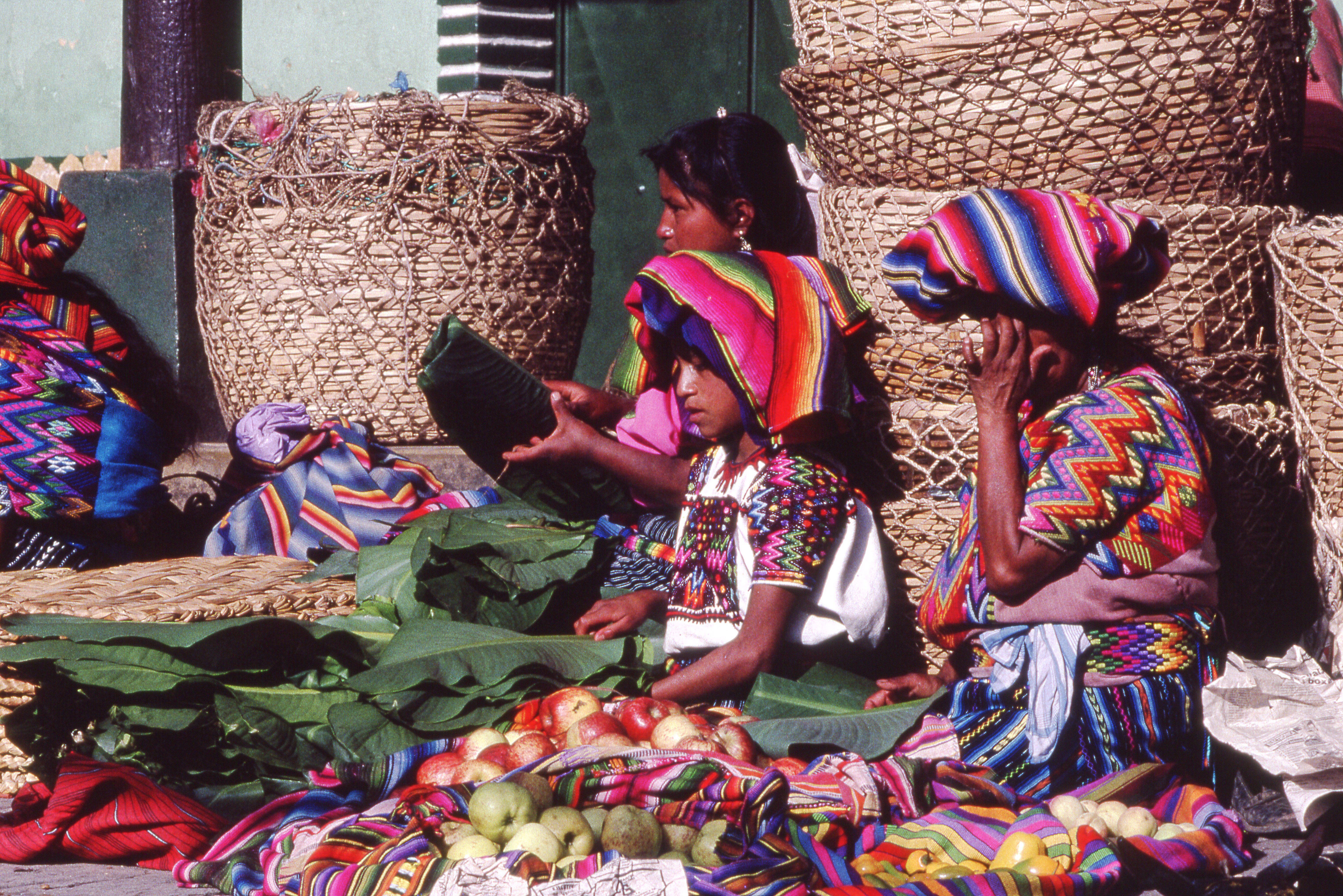
افراد بومی نزدیک دریاچه آتیتلان، گواتمالا
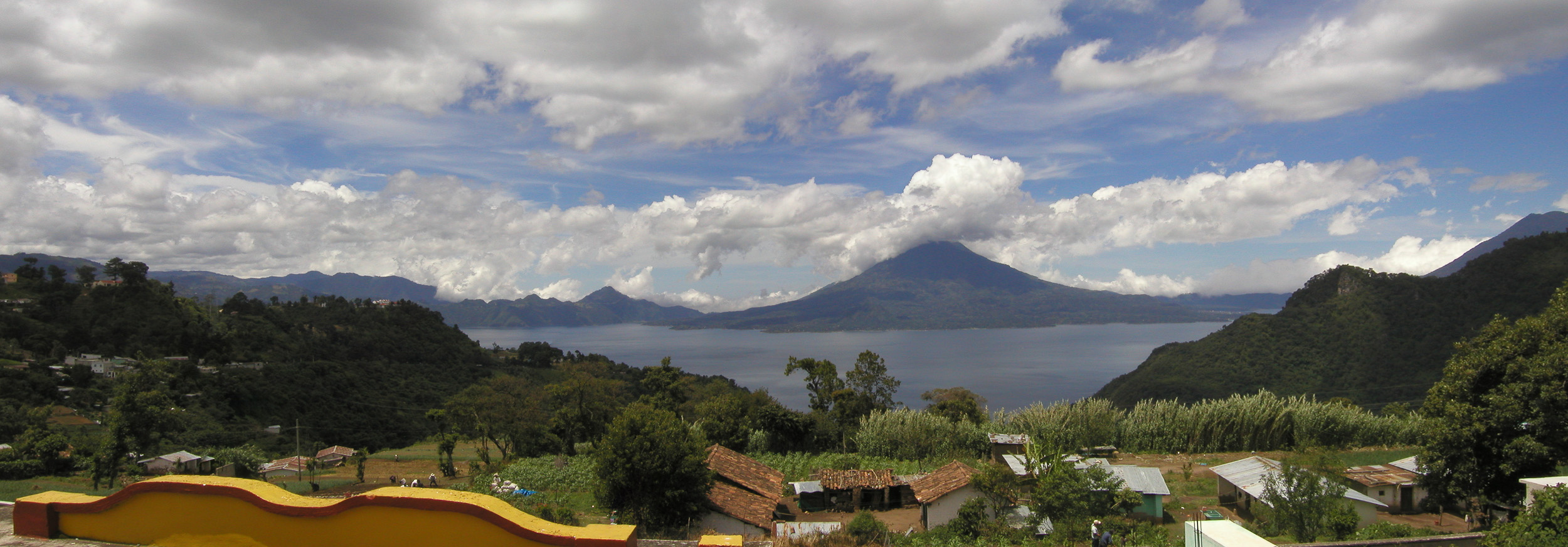
سولولا
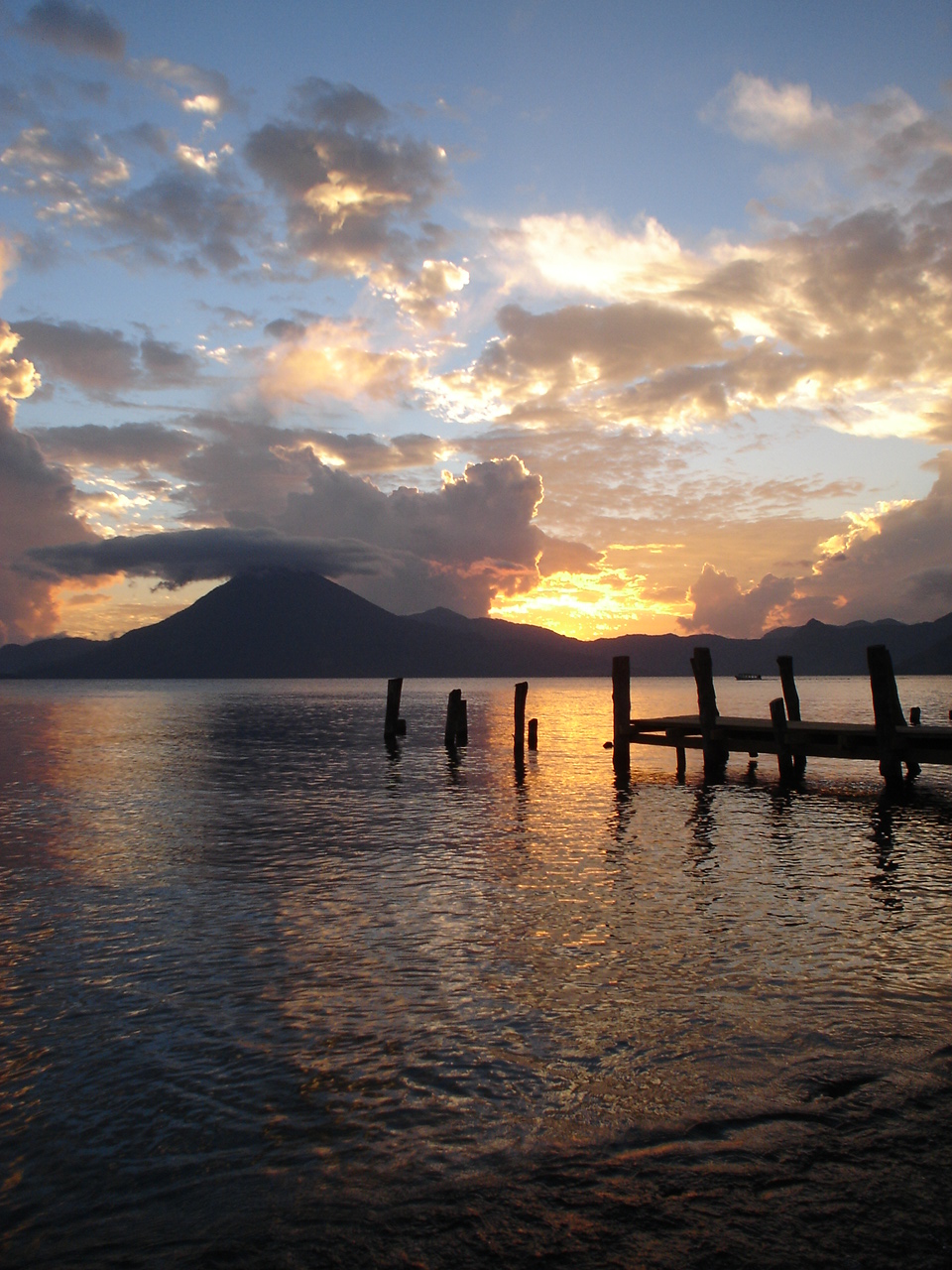
غروب خورشید پاناجاچل، گواتمالا
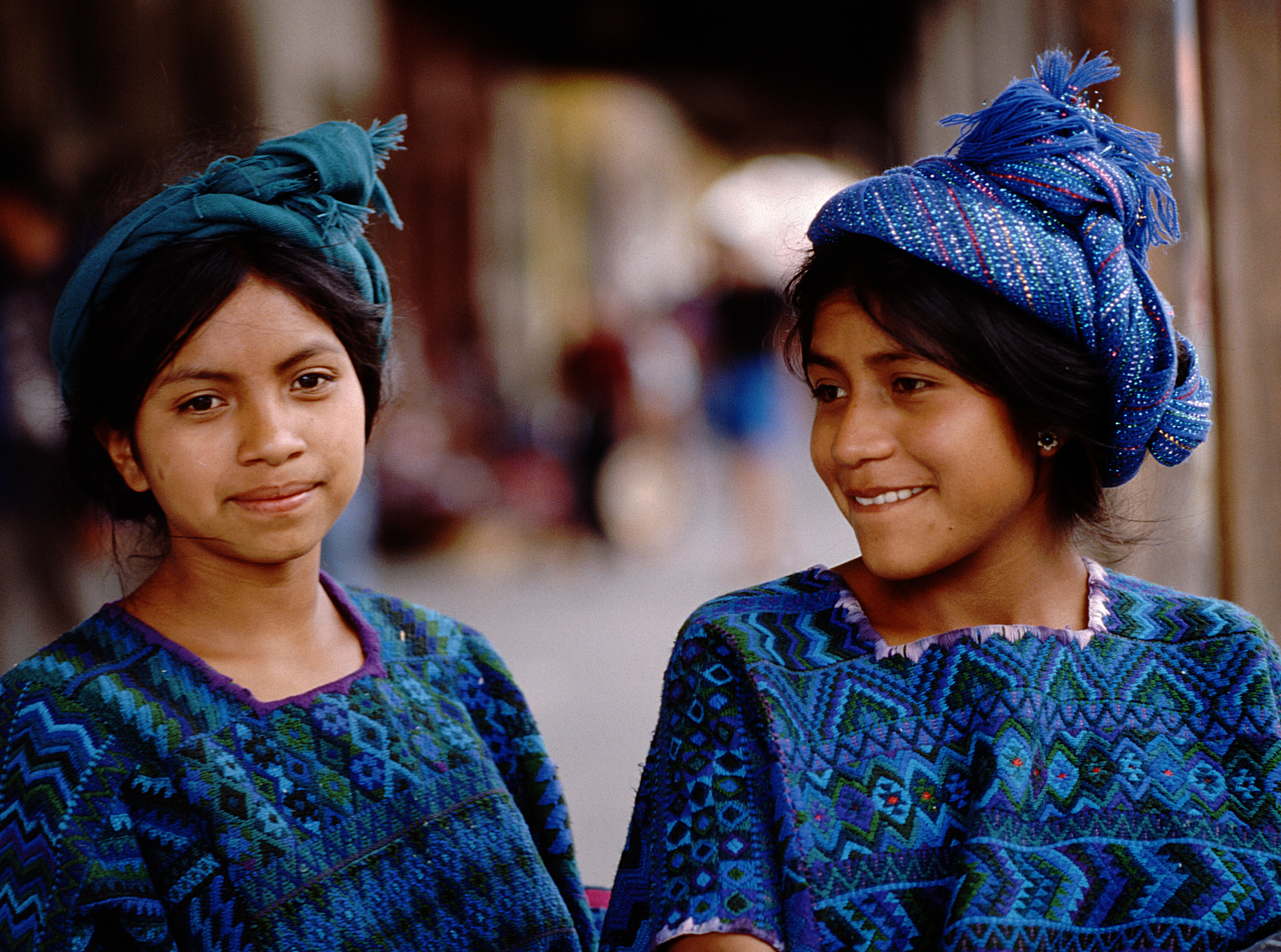
دختران بومی
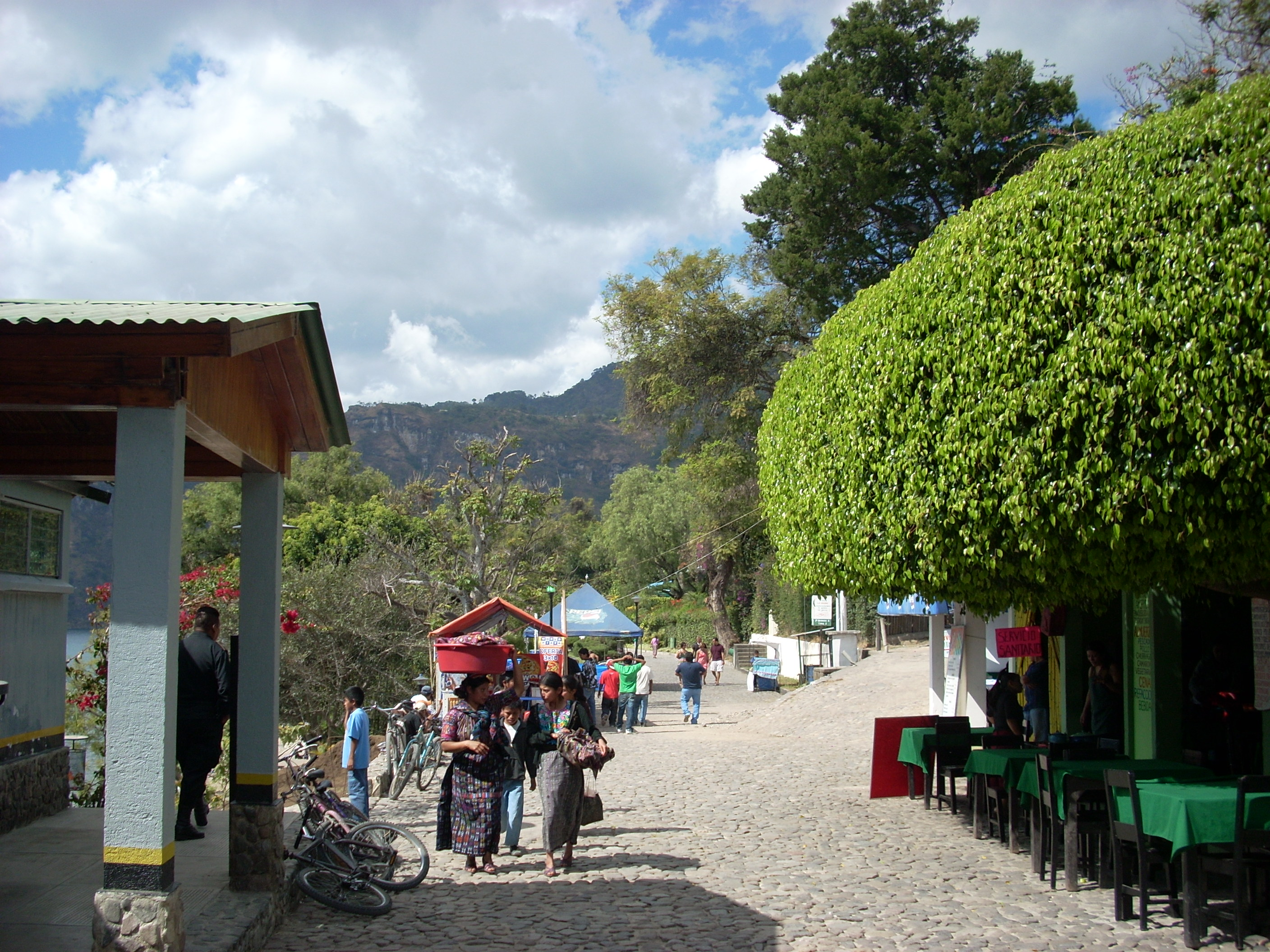
ساحل پاناجاچل
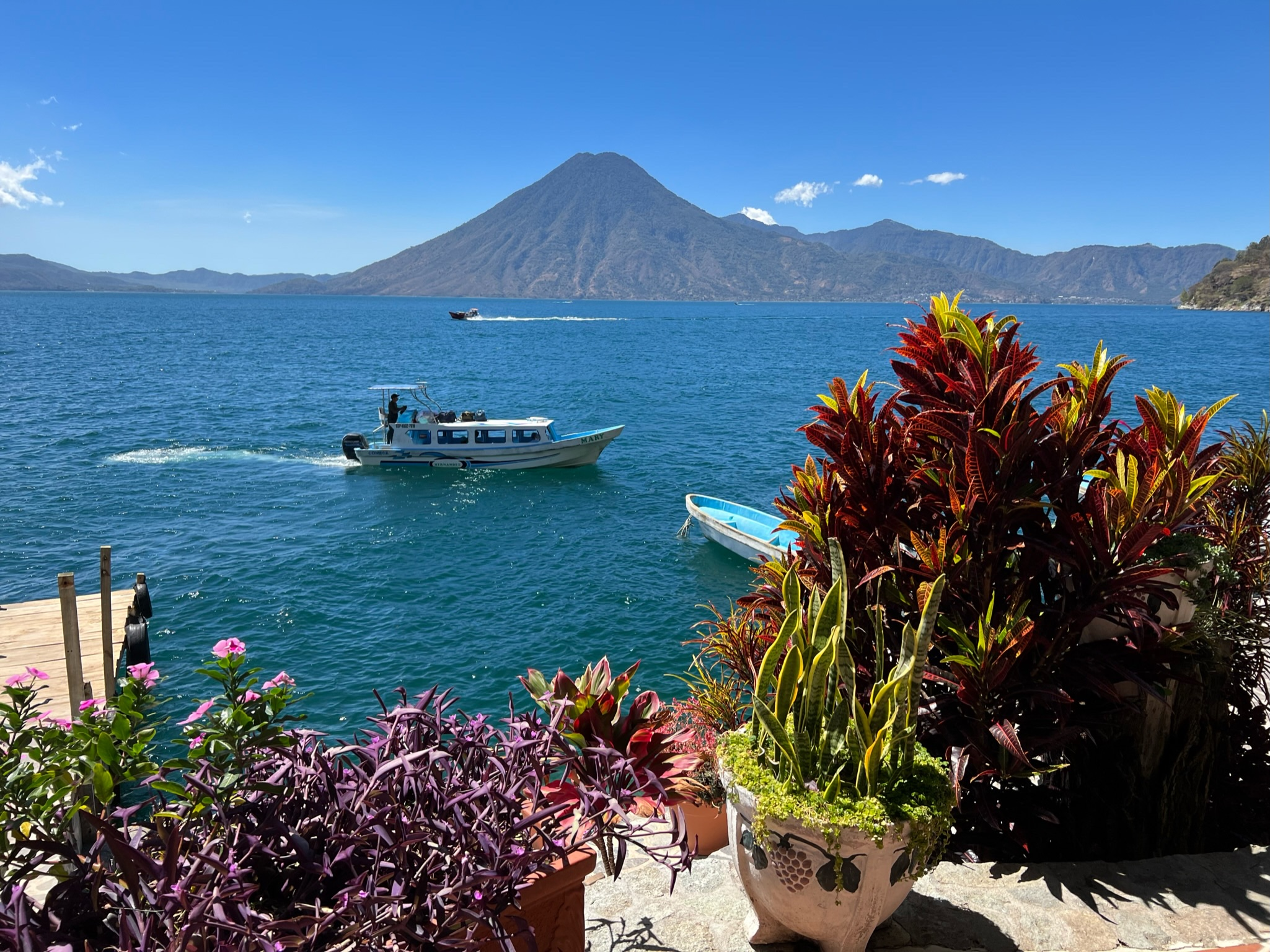
نمایی از یک لنج و آتشفشان آتیتلان از هتل لا کاسا دل موندو